# Хронологія російського вторгнення в Україну (лютий 2025)
Ця стаття є частиною хронології повномасштабного російського вторгнення в Україну з 24 лютого 2022 року, яка є частиною хронології російської збройної агресії проти України з 2014 року.
Про події попереднього місяця — див. у статті Хронологія російського вторгнення в Україну (січень 2025).

## 1-10 лютого

### 1 лютого
За добу ЗС РФ втратили 1430 солдатів, 121 безпілотний літальний апарат і 77 одиниць автомобільної техніки. Вночі росіяни здійснили комбінований удар по Україні ракетами різних типів і ударними БпЛА.Загалом виявлено 165-х цілей:
- 7 балістичних ракет «Іскандер-М»/KN-23 (райони пусків — ТОТ АР Крим, Воронезька обл., рф.);
- 7 крилатих ракет «Іскандер-К» (райони пусків — ТОТ АР Крим, ТОТ Донецької обл.);
- 8 крилатих ракет Х-22/32 із літаків Ту-22М3;
- 4 крилаті ракети «Калібр» (із носіїв з акваторії Чорного моря);
- 8 крилатих ракет Х-101/Х-55 см із стратегічних бомбардувальників Ту-95МС;
- 10 керованих авіаційних ракет Х-59/Х-69 із літаків тактичної авіації (район пусків — Воронезька обл., рф);
- 2 керовані авіаційні ракети Х-31П (із акваторії Чорного моря);
- 123 ударних БпЛА «Shahed»/дронів-імітаторів різних типів (райони пусків — Курськ, Орел, Міллєрово, Брянськ, Приморсько-Ахтарськ, рф, мис Чауда).

За попередніми даними збито 56 БпЛА, ще 61 БпЛА не досяг цілей. Частину ворожих крилатих ракет було знищено протиповітряною обороною. Значна частина ракет, через активну протидію Сил оборони — не досягла своїх цілей. Однак є і ураження, зокрема ракетами, які заходять на ціль по балістичній траєкторії. Детальну інформацію щодо ворожих ракет поки не оприлюднюємо.

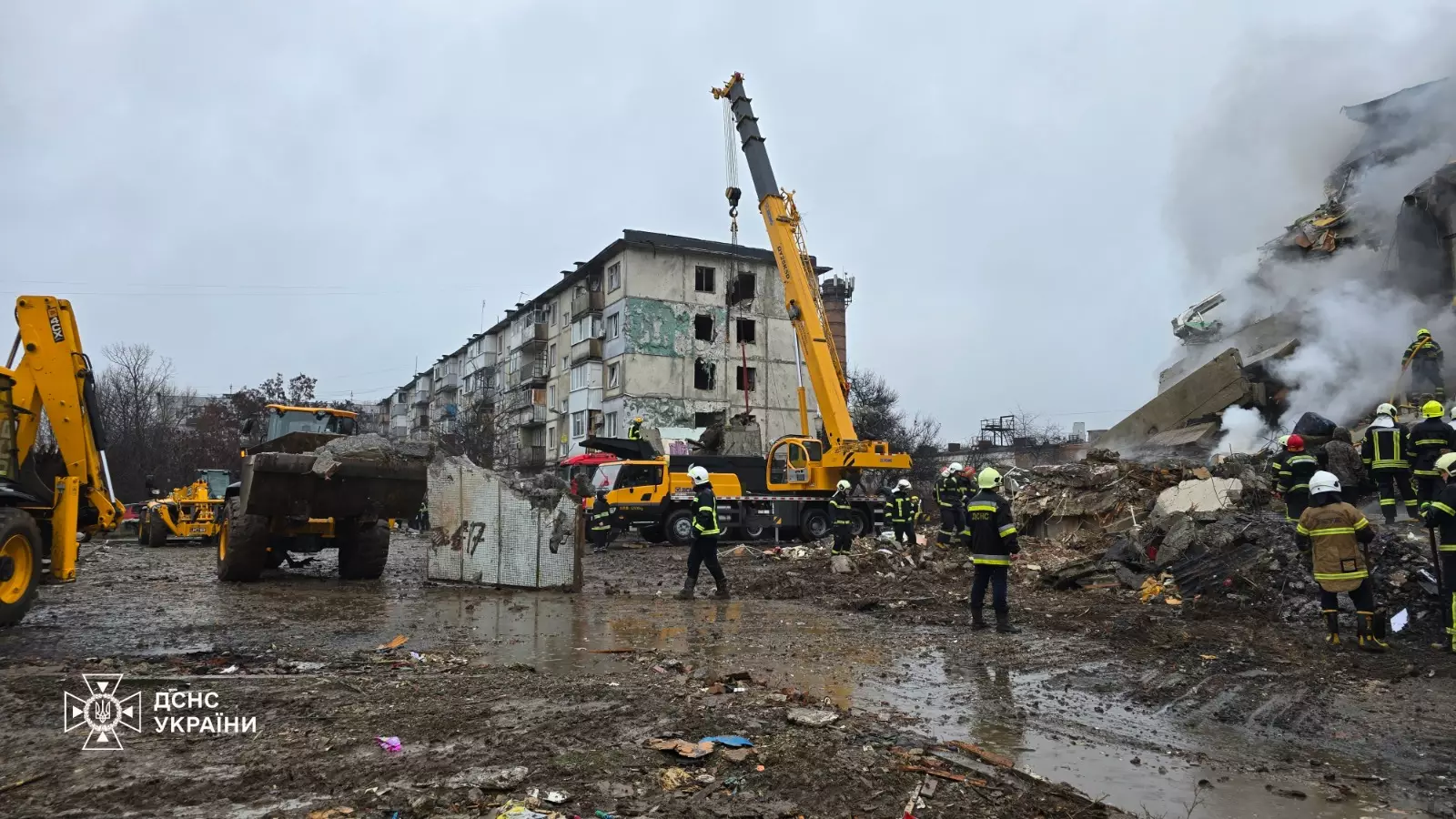
Наслідки влучання дрона по будинку в Полтаві. 2 лютого 2025 рік

Внаслідок російського удару ракетами та ударними БпЛА уражено цивільні об'єкти та об'єкти критичної інфраструктури. Влучання ракети Х-22 у житловий будинок в Полтаві, обстріл балістикою історичного центру Одеси є черговим свідченням варварства і тероризму російського керівництва. Також у ніч на 1 лютого противник атакував українські підприємства та об'єкти української енергетичної інфраструктури у Запорізькій, Одеській, Сумській, Харківській, Хмельницькій, Київській областях.
Ракетний удар росіян по житловому будинку в Полтаві призвів до загибелі 14 людей, ще 17 зазнали поранень.
У будівлі Рівненського обласного ТЦК вдень стався вибух, внаслідок якого одна людина загинула, 6 дістали поранень.

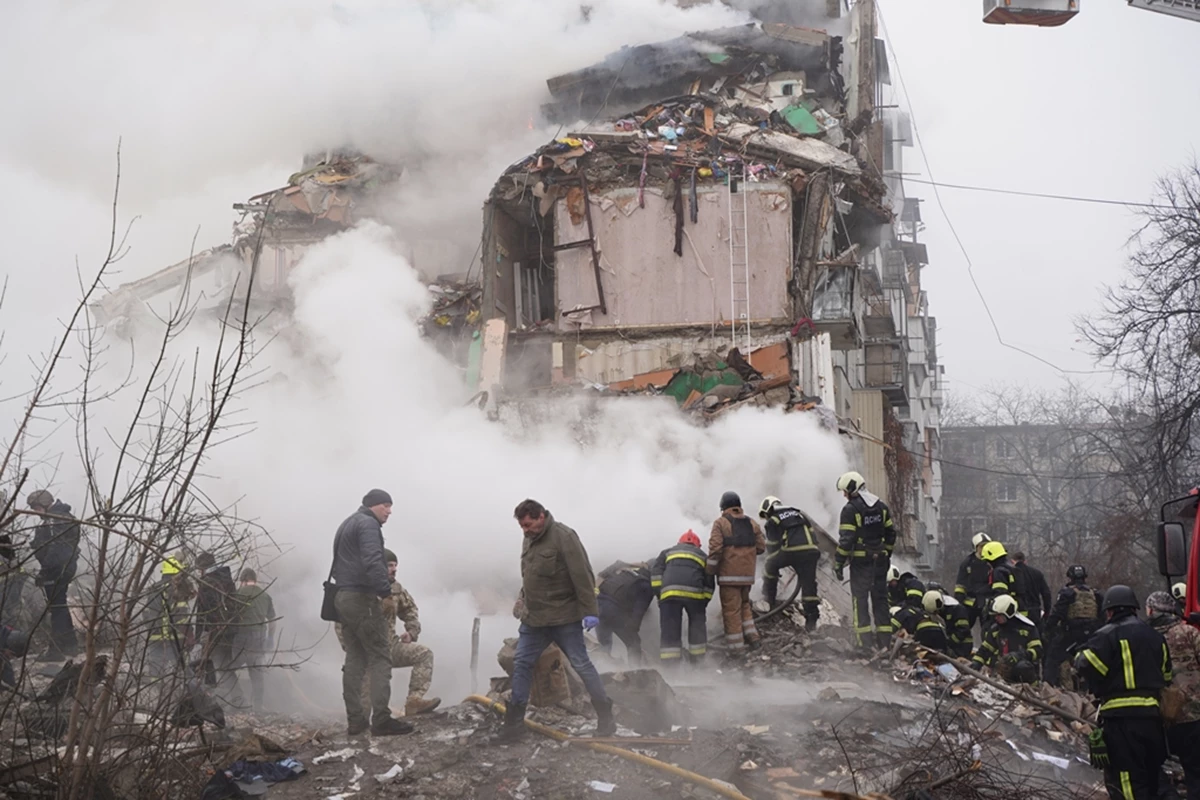
Зруйнований підїзд 5 поверхового будинку в Полтаві.

Ввечері ЗС РФ завдали авіаудару по школі-інтернату в Суджі Курської області РФ, що контролюється військами ЗСУ. Під завалами опинилися 95 осіб, 84 з яких вдалося врятувати. Школа використовувалася як притулок для біженців, яких збиралися евакуювати. Більшість людей були літніми та прикутими до ліжка. Міністерство оборони Росії заявило, що саме Україна здійснила атаку, яка була описана як «цілеспрямований ракетний обстріл». Чотири людини загинуло. Пізніше координаційний центр ЗСУ спростував це тверрдження, показав, що Фугасну авіаційну бомбу (ФАБ) з універсальним модулем планування та корекції (УМПК) по інтернату в Суджі скинули з району селищ Медвенка-Обоянь.
Президент Зеленський заявив, що членство в НАТО є найкращою гарантією безпеки для України і «найдешевшим» варіантом для західних союзників, а також можливістю для президента Дональда Трампа заявити про геополітичну перемогу над президентом Росії Путіним. Зеленський також заявив, що США і ЄС повинні приєднатися до України і Росії за столом переговорів у майбутніх мирних переговорах. Він також послався на американо-російські переговори щодо війни в Україні.
ГШ ЗСУ впровадив нову програму підготовки інструкторів зі збільшеним до 2 місяців терміном навчання.
Фінляндія надала Україні 27-й пакет військової допомоги на суму 200 млн євро, передає зразки озброєння виробництва СРСР чи Росії або придбані в третіх країн. Відомо про причіпні артилерійські установки «Гиацинт-Б» калібром 152 мм, що мають фінський індекс 152K89, гармати М-46 з фінським індексом 130 К 54 та гармати-гаубиці Д-30. Реекспорт останніх в Україну Фінляндія дозволила Естонії. Також можна згадати і про самохідні артилерійські установки 2С1 «Гвоздика» (PSH 74) калібром 122 мм з Фінляндії.

### 2 лютого
За добу ЗС РФ втратили 1320 солдатів, 6 танків і 45 артилерійських систем. Росіяни вночі атакували Україну 55-ма БпЛА; 40 дронів вдалося знищити, ще 13 були локаційно втрачені. Внаслідок ворожої атаки постраждали Харківщина та Сумщина.
Вранці росіяни завдали удару дроном по Херсону. Один зі снарядів влучив у будинок, є загибла та поранений.
ЗСУ просунулися біля Торецька, а ЗС РФ — біля Лиману, Сіверська, Часів Яру, Покровська та Великих Новосалок. Крім того, росіяни продовжували примусово мобілізувати цивільне населення окупованої України до російської армії, що є порушенням Женевської конвенції.
ЗС РФ атакувала на Харківському, Куп'янському, Лиманському, Сіверському, Краматорському, Торецькому, Покровському, Новопавлівському, Запорізькому та Херсонському напрямках, де відбулося 97 бойових зіткнень. Протягом доби ЗС РФ здійснили три ракетні удари, 63 авіаудари, 2 725 польотів безпілотників та 62 обстріли українських позицій і населених пунктів. Триває операція в Курській області, де ЗС РФ здійснили 12 обстрілів українських позицій, 383 артилерійських обстріли, два артобстріли та 33 авіаудари, застосувавши 43 авіаційні бомби. Українська авіація та артилерія завдали ударів по 18 місцях зосередження, двох зенітних комплексах, системі радіоелектронної боротьби, складу боєприпасів, чотирьом артилерійським установкам та двом командним пунктам.
Генеральний секретар Альянсу НАТО Марк Рютте наголосив, що найкращим способом уникнути війни буде підготовка до цієї війни. «Я вам дуже чітко кажу: ми повинні готуватися до війни. Це найкращий спосіб уникнути війни», — підкреслив генсек та додав, що Європа не має «проявляти слабкості» до Росії.
Біля будівлі ТЦК у Павлограді Дніпропетровської області стався вибух. Поранення отримав один чоловік.
Близько 16-ї години окупанти скинули на житлову забудову Херсона керовану авіабомбу, три людини зазнали поранень.
ЗС РФ посилюють тиск на позиції Сил оборони поблизу Андріївки на Донеччині, зокрема зі Слов'янки та Петропавлівки. Ворог намагається прорватися до села, використовуючи балкову місцевість та укріплені рубежі.
У Курській області загинув віцегубернатор Приморського краю РФ Сергій Єфремов, який воював проти України з 2022 року. Авто Єфремова підірвалося на міні, із ним загинув інший російський офіцер.

### 3 лютого
За добу ЗС РФ втратили 1300 солдатів, ЗСУ знищили 12 танків та 51 артилерійську систему. В ході нічної атаки росіяни застосували 71 БПЛА. Підтверджено збиття 38, ще 25 дронів локаційно втрачені. Внаслідок ворожої атаки постраждали Сумщина, Харківщина та Черкащина. У Дніпропетровській та Донецькій областях застосовані екстрені відключення електроенергії. Внаслідок ракетно-дронових обстрілів об'єктів генерації та пошкодження ворогом мереж системи передачі також застосовані відключення у Харківській, Сумській, Полтавській, Запорізькій, Кіровоградській, Черкаській (частково) та Київській (частково) областях.
У Росії дрони атакували Волгоградський НПЗ та Астраханський газопереробний завод. У Волгограді місцеві за ніч нарахували не менше 50 вибухів. Повідомляли про роботу ППО, а на заводі знову почалась пожежа. В місті частково зникло світло. У Астрахані відбулося влучання одразу по трьох установках заводу, а також газопроводу, почалася пожежа. За словами очевидця, атаковано об'єкт «Газпрому».
В Москві в дорогому житловому комплексі Алі Паруса було ліквідовано Армена Саркісяна, президента Федерації боксу т. зв. «ДНР» та засновника вірменського добровольчого батальйону АрБат, який воює у складі ЗС РФ проти України.
ЗС РФ у Куп'янську атакували безпілотником автомобіль швидкої медичної допомоги під час транспортування пацієнта. Внаслідок удару пошкоджено машину екстреної медичної допомоги.
Внаслідок російських атак у Часовому Яру та Покровську Донецької області загинули щонайменше шестеро людей.
Херсонська обласна прокуратура передала до суду обвинувальний акт щодо 11 співробітників МВС РФ, яких звинувачують у порушенні законів війни, катуванні цивільних осіб та організації примусових голосувань на псевдореферендумі.
ЗСУ почали переходити на корпусну систему. Також головком написав, що в січні командування змогло дещо збільшити кількість підрозділів, які виводяться на відновлення боєздатності. І написав, що тривають заходи з переміщення і відрядження військових з небойових частин до бойових.
Під час виконання бойового завдання загинув 24 річний льотчик-винищувач Іван Болотов, який три рокки захищав Україну.
На фронті загинув командир і співзасновник бойової групи «Гострі картузи» другого окремого загону Центру спеціального призначення «Омега» Нацгвардії Антон Спіцин. Він воював із перших днів повномасштабного вторгнення.
Місія ООН зі спостереження за дотриманням прав людини в Україні зафіксувала 79 страт українських військовополонених ЗС РФ з кінця серпня 2024 року.
Командувач СБС ЗСУ Вадим Сухаревський оголосив про використання лазерної зброї проти ворожих дронів.
ЗС РФ протягом доби здійснили 3 757 ударів по лінії фронту та житловому сектору населених пунктів Донеччини, в результаті загинула людина. Пошкоджено 44 цивільних об'єкти, з них 21 житловий будинок.
БПЛА атакували Астраханський газопереробний завод, він зупинив роботув.

### 4 лютого
За добу ЗС РФ втратили 1270 солдатів, ЗСУ знищили 18 танків та 66 артилерійських систем. Протягом доби на фронті відбулось 110 бойових зіткнень. На Покровському напрямку ЗС РФ застосовували штурмову та бомбардувальну авіацію. Вночі ЗС РФ атакували Україну 65 БПЛА. Підрозділам ППО вдалося знищити 37 дронів, ще 28 локаційно втрачені. Внаслідок ворожої атаки постраждали Сумщина та Черкащина.
За даними ISW, російська армія підійшла до Куп'янська. ЗС РФ також заявили, що село Срібне, на південь від Покровська, було захоплене. Крім того, російський військовий блогер заявив, що ЗС РФ в напрямку Сіверська продовжують страждати від системних проблем, оскільки польові командири подають неправдиві звіти про прогрес, незважаючи на нещодавні зміни в командуванні.
Внаслідок вогневого впливу ЗСУ, росіяни покинули передові позиції біля одного з населених пунктів Куп'янського напрямку. ЗСУ змусили росіян залишити свої позиції біля одного села в Куп'янському районі. На Куп'янському напрямку ЗС РФ безуспішно проводили атаки в районах Петропавлівки, Нової Круглаківки та Загризового. У свою чергу, командування російської армії змушувало солдатів повертатися на втрачені позиції, погрожуючи їм розстрілом.

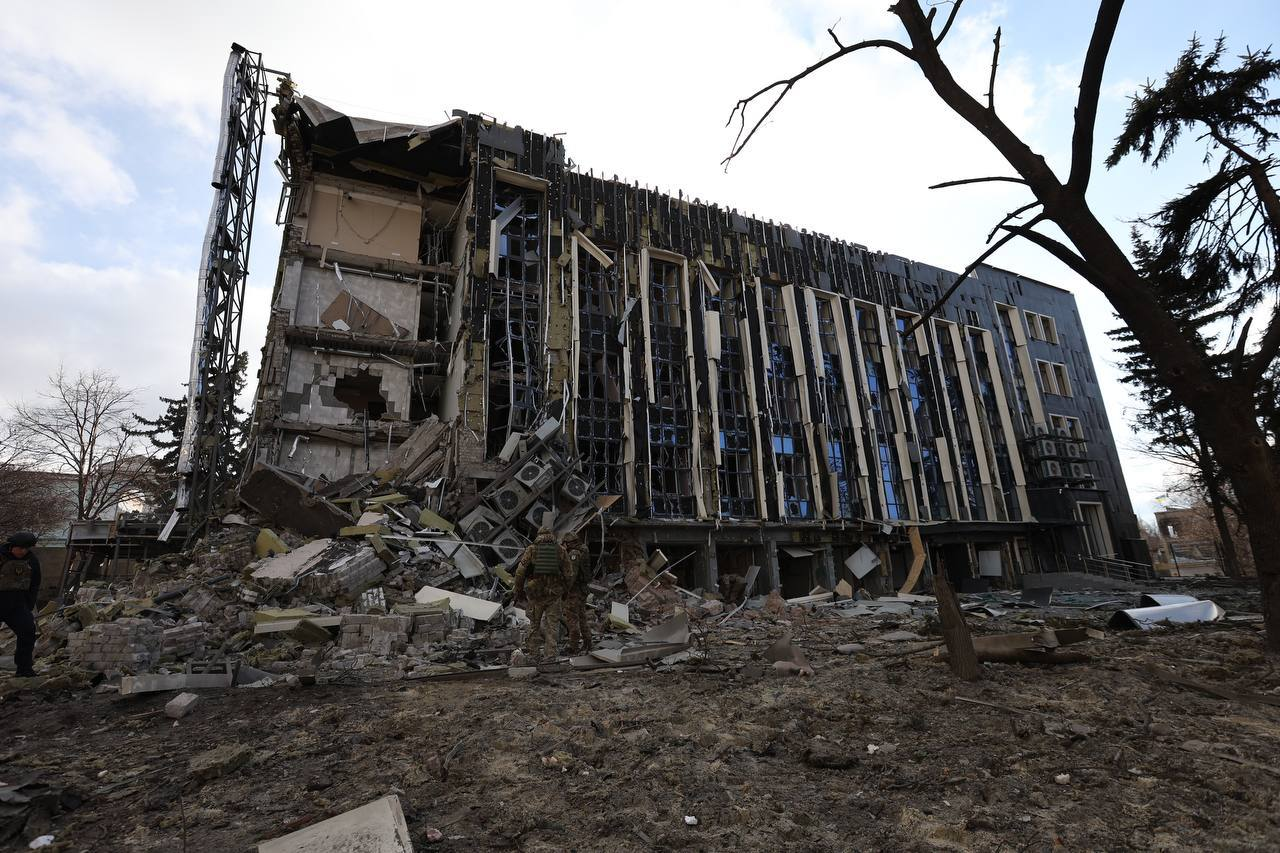
Розбита будівля в Ізюмі після ураження 4 лютого 2025 року

Російські агресори завдали ракетного удару по будівлі міської ради Ізюм, 6 людей загинуло 37 поранено. Також під прицілом ворога опинилися адмінбудівлі та житлові будинки.
ЗС РФ продовжили обстріл прифронтові села та міста Запорізької області з різних видів зброї. Армія ЗС РФ скинула керовані авіаційні бомби на Гуляйполе. Унаслідок авіаційного удару місцева жителька дістала поранення. У місті пошкоджено багатоповерховий житловий будинок та автомобілі.
На підконтрольну Україні територію повернули п'ятьох дітей із тимчасово окупованої Херсонщини.
Бригадний генерал Геннадій Шаповалов подав у відставку з посади командувача оперативного командування «Південь» Збройних сил України після призначення на посаду офіцера зв'язку координаційного центру НАТО з військової допомоги Україні, що базується в Німеччині.
Президент Зеленський заявив, що Україна відкрита для видобутку рідкісноземельних елементів разом зі своїми партнерами: «Ми відкриті до ідеї, що корисні копалини можна розробляти разом з нашими партнерами, які допомагають нам захищати нашу землю і давати відсіч ворогу своєю зброєю, своєю присутністю і своїми санкційними пакетами. Це абсолютно справедливо. Я говорив про це у вересні, коли ми зустрічалися з президентом Трампом», — додав він: «Я знаю, що вони [американські компанії] дуже зацікавлені у входженні в Україну, і я хотів би, щоб вони розвивали цю сферу тут» Зеленський зазначив, що з початку конфлікту 45 100 українських солдатів загинули і 390 000 були поранені, хоча фактична кількість поранених солдатів є меншою, враховуючи, що деякі солдати зазнали численних поранень в окремих інцидентах.
За словами Зеленського, 40 % зброї та обладнання, яке Україна використовує на полі бою, — українського виробництва, тоді як США надали близько 30 %; «Це не приносить душевного спокою, а скоріше моральне переконання, що, звичайно, ми не залишимося з порожніми руками без підтримки США. Внесок США в обороноздатність і безпеку України становить близько 30 %. Можна собі уявити, що було б з нами без цих 30 %».
Посол України в США Оксана Маркарова у відповідь на заяву Кіта Келлога, який закликав провести парламентські та президентські вибори в Україні до кінця року, заявила, що Україна не буде проводити вибори, поки не закінчиться війна з Росією. «Україна і Америка — вільні країни. Кожен може висловити свою думку. Якщо це питання буде піднято, ми, безумовно, будемо готові до цієї дискусії, як ми це робили раніше. Ми будемо дуже щасливі, якщо в Україні відбудуться вибори, тому що це означатиме, що ми виграли війну».

### 5 лютого
За добу ЗС РФ втратили 1140 солдатів, 99 безпілотників і 157 одиниць автомобільної техніки. Вночі ЗС РФ атакували Україну двома балістичними ракетами Іскандер-М та 104-ма ударним БпЛА і імітаторами, збито 57 БпЛА та безпілотників, ще 42 БПЛА локаційно втрачені. Внаслідок ворожої атаки постраждали Київщина, Кіровоградщина Сумщина, Харківщина та Донеччина.
У Харкові в результаті нічної дронової атаки пошкоджені та горіли нежитлові будівлі — пам'ятки архітектури та навчального закладу. Постраждала одна людина.
Вночі силами безпілотних систем було уражено ТОВ Албашнєфть у Краснодарському краї РФ. Окрім того, підрозділи Сил безпілотних систем відпрацювали по російському зенітному ракетному комплексу Бук на тимчасово окупованій території Запорізької області.
ЗС РФ продовжують атакувати цивільних Херсонщини. Внаслідок обстрілів та ударів дронів загинув 53-річний чоловік, ще семеро осіб у регіоні зазнали поранень.
У Кам'янці-Подільському внаслідок вибуху біля ТЦК загинула людина, яка принесла вибухівку, ще 4 людини постраждали та перебувають у стані середньої тяжкості.
Зеленський підписав закони, що передбачають продовження воєнного стану та мобілізації в Україні з 8 лютого до 9 травня 2025 року.
Відбувся обмін полоненими з російською стороною. З російського полону звільнено 150 українців, серед них — 42 військовослужбовця та працівника системи МВС. Це захисники Маріуполя, «Азовсталі» та заводу Ілліча, а також ті, хто стояв на захисті Чорнобильської АЕС, населених пунктів Донеччини та Луганщини. 22 нацгвардійці, 19 прикордонників та один поліцейський.
Міністр оборони України Рустем Умєров обговорив із делегацією Міжурядової агенції оборонного співробітництва Чехії (AMOS) розширення оборонної співпраці. Обговорювалися питання: виробництво та постачання боєприпасів великого калібру; обмін військовими технологіями; розвиток промислової кооперації між Україною та Чехією;
Україна запровадить пакети санкцій проти причетних до експорту нафтопродуктів з Росії, виготовлення і розповсюдження антиукраїнських фільмів, а також до вивезення культурних цінностей з окупованих районів України. «Служба безпеки разом з розвідувальними органами, службою зовнішньої розвідки та головним управлінням пропонує ввести санкції щодо 83 фізичних осіб за сприяння експорту російських нафтопродуктів із портів держави-агресора. Йдеться фактично про тіньовий флот», — сказав секретар РНБО Олександр Литвиненко на засіданні. Зеленський підписав закони про продовження воєнного стану та загальної мобілізації щонайменше на 90 днів.

### 6 лютого
За добу ЗС РФ втратили 1240 солдатів, 2 реактивні системи залпового вогню і 46 артилерійських систем. Вночі ЗС РФ атакували Україну 77-ма БПЛА. Силами ППО вдалось знищити 56, ще 18 локаційно втрачені. Внаслідок пошкоджень, завданих ворожими ракетно-дроновими атаками об'єктам генерації та передачі електроенергії, у Харківській, Сумській, Донецькій, Полтавській, Запорізькій, Кіровоградській, Дніпропетровській (частково) і Черкаській (частково) областях вранці вимушено були застосовані аварійні відключення.
Росіяни атакували вночі безпілотником найбільший ринок у Харкові — «Барабашово», знищені десятки торговельних павільонів, жертв немає.
Сил безпілотних систем ЗСУ у взаємодії з іншими складовими Сил оборони України здійснили ураження у Краснодарському краї Росії за допомогою безпілотників військового аеродрому Приморсько-Ахтарський, на об'єкті були вибухи і сталася пожежа.
Сили оборони України через пів року після початку операції в Курській області РФ, схоже, почали новий наступ та атакують на південний схід від Суджі. Російські ЗМІ стверджують, що нова атака може бути «відволікаючим маневром» перед більш масштабним контрнаступом. Колона ЗСУ могла просунутися приблизно на 4−6 кілометрів по прямій в напрямку населених пунктів Черкаська Конопелька та Уланок. Зокрема кадри з підтвердженою геолокацією свідчать, що ЗСУ: просунулися на південний захід від Махновки (н.п. на південний схід від Суджі);просунулися на північ і схід від Черкаської Конопельки (село на південний схід від Суджі) вздовж траси 38К-028 Суджа-Обоянь взяли під контроль хутор Колмаков (на північ від Черкаської Конопельки) і село Фанасеївку (на південний схід від Черкаської Конопельки).
У січні 66 % російської військової техніки вивели з ладу саме за допомогою ударних БпЛА різних типів — такі цифри озвучив Олександр Сирський після наради з розвитку безпілотних систем та РЕБ за підсумками першого місяця року. При цьому за січень дрони уразили або знищили на 7 % більше цілей, ніж у грудні. Найбільша частка уражень (49 %) припадає на FPV-дрони.
Перші французькі винищувачі Mirage 2000 прибули в Україну.
Повітряні сили ЗСУ отримали партію багатоцільових винищувачів F-16 від Нідерландів. Нідерланди також не проти використання Україною винищувачів F16 для ударів по території Росії.

### 7 лютого
За добу ЗС РФ втратили 1340 солдатів, ЗСУ знищили 32 артилерійські системи, 116 БпЛА та 96 одиниць автотехніки. Вночі ЗС РФ атакувала Україну 112 БПЛА. Сили ППО вночі збили 81 дрон-камікадзе, ще 31 локаційно втрачено. Внаслідок російської атаки постраждали Сумщина, Київщина та Хмельниччина.
ЗС РФ завдали удару коригованими авіабомбами по Миропільській громаді Сумської області. Загинули троє цивільних. ЗС РФ знову перекинули війська КНДР в Курську область, незважаючи на те, що раніше вони були виведені через великі втрати. В боях проти ЗСУ в Курській області брали участь 60 000 росіян і військ КНДР. Така концентрація сил унеможливила перекидання підкріплень на інші критичні ділянки фронту, такі як Покровськ у Донецькій області.
ЗСУ просунулися у Курській області. ЗС РФ просунулися біля Борової та Торецька. За даними ГУР, вночі у в/ч 52116 в Долгопрудному під Москвою стався сильний вибух, було знищено два радіолокаційних комплекси «Валдай».
Військові РФ обстріляли Зеленівку поблизу Херсона, одна людина поранена.
Міністерство оборони Нідерландів передає Україні мобільну дослідницьку лабораторію JDEAL для розслідування воєнних злочинів. Українська делегація підписала контракт на її отримання.
Зеленський наполягав на укладенні угоди з США, яка надала б американським компаніям доступ до величезних запасів рідкісноземельних металів в Україні в обмін на подальшу фінансову та військову підтримку. Зеленський заявив, що ця пропозиція відповідає інтересам президента Дональда Трампа в забезпеченні безпеки рідкісноземельних металів та інших ключових мінералів в рамках його постійної підтримки України, підкресливши, що Україна не пропонує «віддати» свої ресурси, а натомість прагне до взаємовигідного партнерства. «Американці допомогли найбільше, тому американці повинні заробити найбільше», — додавши, що він сподівається обговорити це питання безпосередньо з Трампом. За словами Зеленського, менше 20 % мінеральних ресурсів України перебувають під російською окупацією, в тому числі близько половини родовищ рідкісноземельних елементів.

### 8 лютого
За добу ЗС РФ втратили 1210 солдатів, ЗСУ знищили 35 артилерійських систем, 102 БпЛА та 95 одиниць автотехніки противника. У російські агресори запустили по Україні 139 БПЛА. Збито 67 дронів, 71 імітатор локаційно втрачений без негативних наслідків. За даними військових, внаслідок ворожої атаки постраждали Сумщина, Полтавщина, Дніпропетровщина та Київщина. В Дарницькому районі пошкоджено фасадну частину житлового будинку та вікна. Також уламки впали на автомобілі.
Дрони атакували нафтоперекачувальну станцію в передмісті Чорткового Ростовської області. В РФ помер капітан Констянтин Нагайко, причетний до обстрілу села Гроза у Харківській області 5 жовтня 2023 року, де загинули 59 людей. 3 січня Нагайко отримав множинні поранення внаслідок вибуху в Шуї Івановської області, де проходив військову службу.
Воїни ППО 28-ї бригади знищили ворожий штурмовик Су-25 на Торецькому напрямку.
Росіяни готують провокацію проти Координаційного штабу з питань поводження з військовополоненими, в межах якої будуть розповсюджені сфальшовані документи.

### 9 лютого
За добу ЗС РФ втратили 1460 солдатів, літак і 127 одиниць автомобільної техніки. ЗС РФ атакували територію України 151 БПЛА із напрямків: Курськ, Орел, Міллерово, Брянськ, Приморсько-Ахтарськ. Збито 70 ще 74 локаційно втрачені внаслідок ворожої атаки постраждали Київщина, Сумщина, Дніпропетровщина, Харківщина, Житомирщина та Волинь. В Обухівському районі на території будівництва внаслідок падіння уламків збитого дрона пошкоджено фасад недобудованого житлового будинку. Ворожими безпілотниками було повністю знищено установку комплексної підготовки газу і конденсату в селі Водяне на Харківщині.
В ночі по райцентру та Червоногригорівській громаді. Через обстріли було потрощено три приватні будинки, надвірна та господарська споруди, ще одна — знищена.
У Мінобороні Росії заявили, що вночі дрони атакувал Курську, Орловську, Воронезьку, Ростовську, Брянську, Тульську області РФ та окупований Крим.
У Херсоні російський дрон поцілив у квартиру, поранено одну людину.
Російська армія знову залучила північнокорейських військових до проведення штурмів у Курській області. Підрозділи 47 ОМБр спільно з суміжними з'єднаннями зупинили масовий штурм на позиції українських оборонців на Курщині, де ворог використав нову тактику.
Близько 22:48 бойовий дрон росіян влучив в житловому кварталі Сум, пошкодивши десятки автомобілів, та призвів до руйнувань в п'яти будинках, одна людина зазнала поранень.

### 10 лютого
Вночі розрахунки ППО України знищили 61 з 83 ворожий безпілотник, ще 22  — локаційно втрачені. Внаслідок ворожої атаки постраждали Сумщина, Харківщина, Полтавщина та Кіровоградщина. У Полтавській області внаслідок падіння уламків збитого дрона РФ зафіксовано пошкодження у дачному кооперативі, зруйновано 10 дачних ділянок.
Російські агресори завдали авіаційних ударів по півночі Донецької області вночі. В результаті цього було поранень зазнали щонайменше шестеро жителів Костянтинівки та 12 в Краматорську, одна людина загинула.
Вночі у Краснодарському краї дрони атакували Афіпський нафтопереробний завод. Підприємство потужністю 6,25 млн тонн нафти на рік є важливим логістичним центром постачання дизпального та авіаційного гасу для армії РФ.
ФСВП Росії незабаром після початку війни в Україні дозволила наглядачам у в'язницях катувати полонених українців. Про це пише WSJ, наводячи слова колишніх охоронців, які втекли з Росії і дають свідчення МКС.
Україна та Європейський інвестиційний банк уклали угоди, що передбачають фінансування відновлення енергетики та критичної інфраструктури. Відповідно до першої угоди, ЄІБ виділить 16,5 млн євро на відновлення критичної інфраструктури та впровадження енергоефективності. Друга угода відкриває шлях для отримання 100 млн євро на відновлення об'єктів водо-, теплопостачання та водовідведення, а також на модернізацію основних соціальних послуг у сферах освіти, охорони здоров'я та житловому секторі.
На Херсонщині через детонацію російської вибухівки у селищі Велетенське постраждав 60-річний місцевий житель, а в селі Стійке на міні підірвався 51-річний чоловік.
Президент США заявив журналістам, що Україна «у принципі погодилася» надати США доступ до видобутку цінних мінералів на своїй території в обмін на допомогу. «Я сказав їм, що хочу еквівалент десь $500 млрд у вигляді рідкісноземельних мінералів, і вони в принципі погодилися. Я хочу якихось гарантій під наші гроші, тому що ми витрачаємо на Україну сотні мільярдів доларів», — заявив він.  При цьому Трамп сказав, що розраховує на таку домовленість незалежно від того, як будуть далі розвиватися події з війною і перемовинами. «Вони можуть домовитись, можуть не домовитись. Вони колись можуть перейти під контроль Росії або ні. Але ми будемо мати всі ці кошти в Україні і, так би мовити, я хочу їх назад».
Норвезька рада у справах біженців (NRC) повідомила про вимушене припинення своєї діяльності з надання екстреної допомоги у майже 20 країнах через різке скорочення фінансування з боку США. Зокрема, в Україні організація змушена призупинити розподіл гуманітарної допомоги для 57 000 людей, які мешкають поблизу лінії фронту.

## 11-20 лютого

### 11 лютого
За добу ЗС РФ втратили 1390 солдатів, ЗСУ знищили 44 артсистеми, 132 дрони та 169 одиниць автотехніки. Протягом доби відбулося 139 бойових зіткнень, найбільше ворог тиснув на Покровському напрямку. Вночі ЗС РФ здійснили комбінований удар ракетами різних типів повітряного, наземного та морського базування по об'єктах газодобувної промисловості на Полтавщині — загалом до 19-ти крилатих, балістичних та керованих авіаційних ракет. Також ворог атакував 124-ма ударними БПЛА. Підтверджено збиття 57-ми ударних дронів, ще 64 БПЛА локаційно втрачені, без негативних наслідків. Внаслідок ворожої атаки постраждали Полтавська, Чернігівська, Харківська та Черкаська області. В наслідок ракетного обстрілу без газопостачання залишилися 9 населених пунктів Миргородського району.
Українські безпілотники вночі атакували російський аеродром Міллерово, який слугує базою для фронтової авіації, що виконує завдання із підтримки російської піхоти. Також дрони атакували російський військовий аеродром Енгельс-2. Також вибухи було чутно у Чертковському районі Ростовської області, ще дрони атакували НПЗ у Саратові.
ЗСУ просунулися у районі Торецька, тоді як ЗС РФ просунулися в напрямку Борової, Лиману, Торецька, Покровська, Курахового, Великих Новосілок і Гуляйполя. Міністерство оборони Росії заявило, що ЗС РФ захопили село Ясенове в Донецькій області. За даними ISW, село було захоплене під час боїв за Покровськ 17 січня 2025 року.
Президент Трамп оголосив, що відправить міністра фінансів Скотта Бессента в Україну для зустрічі із Зеленським, щоб обговорити припинення російсько-української війни, включаючи питання видобутку США ключових корисних копалин у регіоні. дміністрація Трампа розглядає шляхи продовження поставок зброї в Україну без значного збільшення витрат США. Одним із способів було заохочення європейських союзників купувати більше американської зброї для України.
КНДР відправила до росії 200 одиниць далекобійної артилерії та, ймовірно, надішле більше військ і зброї, — Yonhap з посиланням на Міноборони Південної Кореї.

### 12 лютого
За добу ЗС РФ втратили 1150 солдатів, 53 артсистеми, 164 дрони та 121 одиницю автотехніки. Ворог завдав удару вночі балістичними ракетами Іскандер-М (зенітними керованими С-400) по Києву та Кривому Рогу. Здійснено шість пусків із Брянської області та один — із Криму. Також ворог атакував 123-ма БпЛА. Станом на 08.30 підтверджено збиття шести балістичних ракет Іскандер-М (ЗКР С-400) та 71-го ударного БпЛА 40 локаційно втрачені. Внаслідок ворожої атаки постраждали Київщина, Дніпропетровщина (Кривий Ріг), Сумщина, Полтавщина та Чернігівщина.

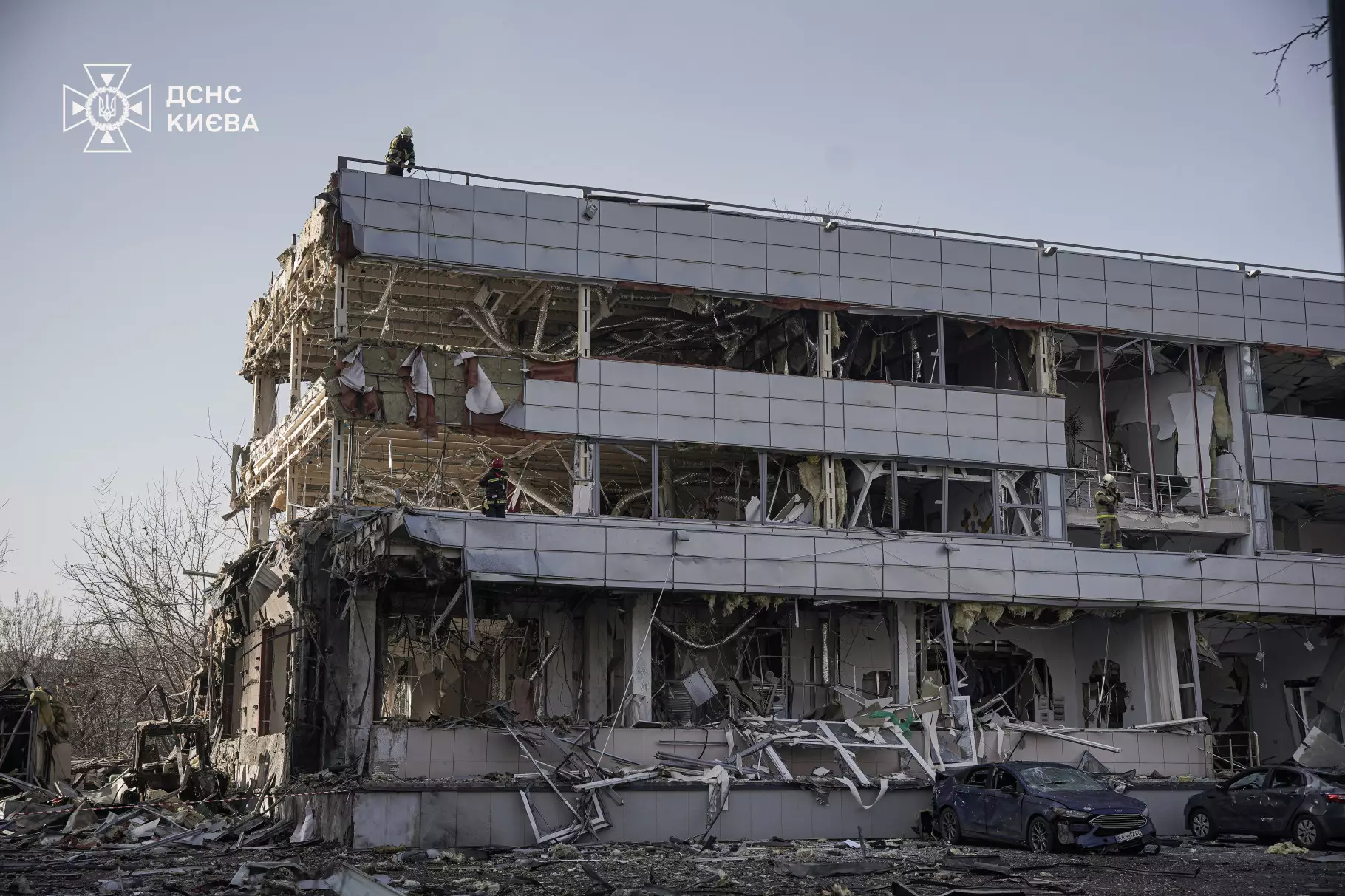
Офісна будівля в Києві після нічного російського ракетного обстрілу. 12 лютого 2025 рік

Влучання зафіксовані в Оболонському, Святошинському, Солом'янському Голосіївському та Подільському районах столиці. Один чоловік загинув унаслідок російського ракетного удару по Києву вночі, ще двоє зазнали поранень, зокрема дитина. Внаслідок удару балістичної ракети було зруйновано офіс фірми RigEхpert. Компанія RigEхpert є одним із провідних у світі виробників обладнання для радіоаматорів.
ЗСУ просунулися у Курській області та поблизу Торецького, тоді як російські сили просунулися у Курській області та поблизу Борової, Сіверська, Торецького, Покровська і Курахового. Геолокаційні відеозаписи показали, що ЗС РФ захопили селище Макіївка в Луганській області. Крім того, темпи виробництва безпілотників «Шахід» в Росії, ймовірно, знижуються.
Президент США Дональд Трамп підтвердив, що провів телефонну розмову із Путіним і заявив, що домовився почати переговори про завершення війни в Україні. Президент Зеленський провів телефонну розмову з президентом США Дональдом Трампом. Сторони обговорили розмову Зеленського зі міністром фінансів США Скотом Бессентом і підготовку нової угоди щодо безпеки та економічної й ресурсної взаємодії.
В СБУ заявили про затримання керівника штабу Антитерористичного центру СБУ. Стверджаують, що він апрацював на Росію. Очолював спецоперацію з його затримання голова СБУ Василь Малюк. СБУ задокументувала 14 епізодів, коли затриманий співпрацював з РФ — зафіксовано, що він збирав і передавав росіянам інформацію.
Президент Зеленський в інтерв'ю The Guardian попередив, що без України Європа може зіткнутися з російською окупацією через перевагу Москви у збройних силах. Він підкреслив нерівність сил між Росією і Європою, заявивши, що українська армія складається з 110 бригад, тоді як Росія розгорнула 220 і планує розширити до 250 бригад до 2025 року, тоді як Європа, включаючи дислоковані там американські війська, має близько 82 бойових бригад. «Без України Європа буде повністю окупована Росією, якщо вони захочуть. І я вірю, що вони [Росія] не мають нічого іншого на думці. Сьогодні армія з 110 бригад стримує армію з 220—230 бригад, але це один до двох». Зеленський додав, що Росія має намір збільшити свої сили на 12-15 дивізій (близько 150 000 військовослужбовців) за рахунок мобілізації, навчання і додавання північнокорейських солдатів. Українська розвідка також припустила, що нові російські призовники проходитимуть підготовку в Білорусі. «Потім вони можуть розпочати повномасштабне вторгнення звідти. Але хто сказав, що це буде Україна? Росія може вторгнутися в Польщу або Литву».
Оборонні витрати Росії наразі перевищують всі європейські оборонні бюджети разом узяті. Загалом військові витрати Кремля минулого року зросли на 42 %. Про це пише Financial Times з посиланням на звіт Міжнародного інституту стратегічних досліджень (IISS).
Велика Британія оголосила про новий пакет військової допомоги Україні на суму близько 186 млн доларів, який включає тисячі безпілотників, 50 бойових танків (у тому числі модернізовані Т-72), бронемашини та системи протиповітряної оборони, а також великі контракти на технічне обслуговування для забезпечення ремонту та обслуговування ключового обладнання.

### 13 лютого
За добу ЗС РФ втратили 1250 солдатів і понад 270 одиниць техніки, з початку повномасштабної війни РФ втратила 10 тисяч танків. На фронті відбулося 107 зіткнень, найгарячішим лишався Покровський напрямок. ЗС РФ випустили вночі по Україні 140 безпілотників. Силами і засобами ППО збито 85 БпЛА у Харківській, Полтавській, Сумській, Черкаській, Чернігівській, Кіровоградській, Дніпропетровській, Миколаївській, Херсонській та Одеській областях, ще 52 БпЛА локаційно втрачені без негативних наслідків. Внаслідок ворожої атаки постраждали Одещина та Харківщина. Під час масованої атаки РФ на Україну на територію Молдови залетіло кілька дронів, один з яких вибухнув. Один із дронів упав у поле біля села Чумай Тараклійського району. Ще один дрон вибухнув у полі між містом Чадир-Лунга і селом Валя-Пержей.
Внаслідок російського обстрілу у Центральному районі Херсона виникли перебої з теплом, водою та електропостачанням.
За даними ISW, Росія втратила трохи більше 5 000 танків і бронемашин у 2024 році порівняно з 3 000 у 2023 році. Міжнародний інститут стратегічних досліджень (IISS) зазначив, що Росія скоригувала деякі свої тактичні прийоми для подолання поточної нестачі техніки і все більше покладається на піхотні атаки для просування вздовж лінії фронту. Залишається незрозумілим, чи зможе Росія відремонтувати і виробити достатню кількість танків і бронемашин, щоб замінити втрати в Україні і оснастити нові російські підрозділи. Тим часом ЗС РФ просунулися під Боровою та Сіверськом. ЗС РФ стверджували, що зайняли село Березівка поблизу Покровська.
Одна людина загинула, ще п'ять поранені внаслідок удару росіян по Краматорську, РФ скинула на місто 2 ФАБ-250.
Зеленський заявив, що Україні треба посилювати Повітряні сили, тому вони з Олександром Сирським вирішили призначити бригадного генерала ЗСУ Сергія Голубцова заступником командувача Повітряних сил.
Дрони Служби безпеки Україн вночі завдали повторного удару по нафтоперекачувальній станції Андреаполь у Тверській області РФ. Станція є важливою складовою Балтійської трубопровідної системи-2.
Міністр оборони України Рустем Умєров і Генеральний секретар НАТО Марк Рютте заявили на спільній прес-конференції, що США продовжать надавати безпекову допомогу Україні, тоді як НАТО відіграватиме більшу роль у підтримці України і візьме на себе допомогу у сфері безпеки та військову підготовку. Рютте висловив тверде переконання, що продовження військової допомоги Україні є необхідним, особливо для посилення позиції України на потенційних мирних переговорах.
Міністр оборони Британії Джон Гілі заявив, що цього року його країна виділить Україні на військову допомогу 4,5 млрд фунтів стерлінгів (5,4 млрд доларів).
Україна отримає від Німеччини близько 100 керованих ракет до комплексів протиповітряної оборони IRIS-T найближчим часом.
Норвегія виділить приблизно 1,2 мільярда крон на посилення протиповітряної оборони України. Кошти є частиною 22,5 мільярдів норвезьких крон, які Норвегія витратить на військову підтримку України у 2025 році через програму Нансена.
Нідерланди передадуть Силам оборони України 25 гусеничних бронетранспортерів YPR-765 у санітарному варіанті.
Понад 50 солдатів, вихідців із Центральної Азії, які воювали на боці російських військ, опинилися в полоні. Серед них понад 30 осіб є громадянами цих країн.

### 14 лютого
Росіяни вночі атакували Україну 133-ма БПЛА і імітаторами різних типів; 73 дрони вдалося знищити, ще 58 — були локаційно втрачені. Зазначається, що внаслідок ворожої атаки постраждали Київщина, Сумщина, Чернігівщина, Одещина та Харківщина.
Внаслідок удару російського БПЛА по об'єкту Укриття над енергоблоком № 4 Чорнобильської АЕС і пожежі, що виникла, пошкоджено цілісність зовнішньої оболонки. Державна інспекція ядерного регулювання наголосила, що вплив події на безпеку об'єкту Укриття «потребує додаткової оцінки». Після влучання дрона існувала можливість витоку радіоактивних речовин. Зеленський заявив у Мюнхені, що дрон, який влучив у саркофаг ЧАЕС, летів на висоті 85 метрів, де радари не можуть його відстежити.
Українські та молдовські правоохоронці провели спецоперацію «Месники», затримавши трьох найманців, що воювали у складі російських ПВК. Проведено понад 50 обшуків, правоохоронці Молдови почали кримінальне переслідування за підозрою у злочинах, передбаченого ст. 141 п. 1 КК Молдови (участь найманця у збройному конфлікті, у воєнних діях або в інших насильницьких діях, спрямованих на повалення чи підрив конституційного ладу або на порушення територіальної цілісності держави).
Один чоловік загинув і ще один дістав поранення внаслідок російського авіаудару житловому сектору села Шевченко, що у Волноваському районі Донецької області.
ЗСУ вразили опорний пункт ЗС РФ близ Єлизаветівкі Курської області, з якого запускали дрони на Сумську область.
В Україну за результатами репатріаційних заходів повернули тіла 757 полеглих захисників.
Адміністрація Трампа запропонувала Україні надати США 50 % власності на рідкісноземельні корисні копалини країни, проте Зеленський відмовився підписувати документ, а також дав зрозуміти, що готовий розмістити там американські війська для їхньої охорони, якщо буде укладена угода з Росією про припинення війни. Двоє із них зазначили, що замість того, щоб платити за корисні копалини, угода про власність стала б для України способом відшкодувати США мільярди доларів за зброю та підтримку, яку вони надали Києву з початку повномасштабного вторгнення в лютому 2022 року.

### 15 лютого
За добу ЗС РФ втратили 1180 солдатів, ЗСУ також знищили 59 артсистем, 117 дронів та 127 одиниць автотехніки. Вночі ЗС РФ атакувала Україну 70-ма БПЛА та імітаторами з напрямків: Орел, Міллерово, Приморсько-Ахтарськ — РФ, Чауда — Крим. підтверджено збиття 33 ударних БПЛА та безпілотників інших типів у Миколаївській, Харківській, Полтавській, Дніпропетровській, Запорізькій та Донецькій областях, ще 37 ворожих безпілотників-імітаторів локаційно втрачені (без негативних наслідків).
Російське угрупування військ розширило захоплені ділянки на правобережжі Осколу в єдиний плацдарм протяжністю 15 кілометрів. Упродовж останніх місяців російським військам вдалось повернути втрачені позиції на правобережжі Осколу в районі Новомлинська, звідки ті були вибиті силами бійців 10-ї гірсько-штурмової бригади «Едельвейс».
Голова Християнсько-демократичного союзу Німеччини Фрідріх Мерц підтримав постачання ракет Taurus Україні у координації з європейськими союзниками.
Низка європейських країн, стурбованих заявою глави Пентагону Піта Гегсета про те, що пріоритети безпеки США зосереджені не в Європі, потай працює над планом відправки військ до України для допомоги щодо забезпечення можливого мирного договору з Росією.
Зеленський закликав створити Збройні сили Європи.
Українські медичні заклади отримали 30 сучасних мобільних рентгенівських  флюороскопічних систем EXTRON 7 з С-аркою експертного класу від Південної Кореї.

### 16 лютого
За добу ЗС РФ втратили 1730 солдатів, також ЗСУ знищили 84 бронетранспортери та 77 одиниць автотехніки. Воїни 47-ї окремої механізованої бригади разом із суміжними підрозділами успішно відбили масований штурм російської 155-ї бригади морської піхоти на Курщині. ЗС РФ намагалися відбити Нікольський хутір у Курській області. В атаку вони йшли під прапорами СРСР, якими була оснащена майже вся бронетехніка.
ЗСУ звільнили село Піщане поблизу міста Покровськ Донецької області.
За даними ISW, російське командування перекинуло додаткові підрозділи 8-ї загальновійськової армії Південного військового округу в напрямку Торецька та східного Покровська, що додатково вказує на те, що російське командування має намір пріоритетно тиснути на Костянтинівку, найпівденнішу точку українського «поясу фортець», у 2025 році. Російські військові докладали багаторічних зусиль, щоб захопити український «пояс фортець» у Донецькій області, що ще раз підкреслило очевидну незацікавленість Путіна у тривалому мирі з Україною. Тим часом українські війська просунулися в напрямку Торецька, а ЗС РФ просунулися в Курській області в напрямку Куп'янська, Сіверська і Курахового.
ЗС РФ атакували Україну двома балістичними ракетами (запущеними з Криму в напрямку Одеська область) та 143 БПЛА (з Орла, Брянська та Шаталова). ППО знищила 95 БПЛА у Харківській, Полтавській, Сумській, Чернігівській, Черкаській, Київській, Житомирській, Хмельницькій, Дніпропетровській та Миколаївській областях, а ще 46 було втрачено засобами РЕБ. Від атаки постраждали Київська, Сумська, Миколаївська та Одеська області. Внаслідок атаки російського БПЛА пошкоджено теплову електростанцію в Миколаєві, щонайменше 100 000 людей у області лишилися без опалення при температурі нижче 0 °C, повністю зруйновано електрогенерацію. В атаці на регіон брали участь дев'ять БПЛА «Shahed», що пошкодили п'ять багатоповерхівок і поранили 64-річного чоловіка. Атаки безпілотниками також пошкодили будинки в Київській області.
Артилерійська ініціатива, очолювана Чехією, забезпечила українську армію 1,6 млн «боєприпасів великого калібру», з яких півмільйона — 155-мм боєприпаси, а решта — інші типи снарядів калібром понад 100 мм. Президент Чехії Петр Павел заявив, що Україна має «достатньо ресурсів, щоб покрити свої потреби» до квітня 2025 року. Президент Дональд Трамп заявив, що дозволить європейським країнам купувати американську зброю від імені України або передавати її Україні. «Цей крок потенційно дозволить Україні використовувати американську зброю навіть тоді, коли США припинять військову підтримку країни (…)».
Трамп заявив, що, на його думку, Путін «хоче закінчити» війну в Україні, відкидаючи амбіції Росії на українську територію і вважаючи, що Росія є потужною машиною, яка перемогла Гітлера і Наполеона. Однак він вважає, що Путін хоче зупинити бойові дії. Він повторив, що президент Зеленський буде залучений до переговорів. Відповідаючи на запитання журналістів, чи вважає він, що Росія намагається захопити всю українську територію, Трамп заперечив це твердження і зазначив, що вірить, що Путін хоче зупинитися. Державний секретар США Марко Рубіо заявив, що будь-які реальні переговори щодо припинення російсько-української війни мають відбуватися за участю України та Європи. При цьому він зазначив, що переговори цього тижня були шансом перевірити готовність Путіна стати посередником у досягненні миру. У розмові президента Трампа з Путіним минулого тижня Путін висловив готовність сприяти миру, а Трамп висловив бажання досягти тривалого припинення конфлікту, яке б захистило суверенітет України. Рубіо заявив, що очевидно, що необхідно вжити заходів якомога швидше, і що найближчі тижні і дні покажуть, чи справдяться усні обіцянки, оскільки мир не може бути досягнутий за допомогою одного телефонного дзвінка.
Прем'єр-міністр Великої Британії Кір Стармер заявив, що в разі необхідності Велика Британія готова відправити війська в Україну як частину післявоєнних миротворчих сил для забезпечення безпеки Великої Британії та Європи, підкресливши, що рішення піддати британські війська «ризику» було прийнято не просто так, а тому, що забезпечення тривалого миру в Україні має вирішальне значення для припинення подальшої агресії з боку президента Путіна. Він додав, що після закінчення війни необхідно подбати про те, щоб не допустити тимчасового припинення вогню перед можливим подальшим нападом Путіна. Президент Фінляндії Александр Стубб заявив, що Європейському Союзу потрібен спеціальний посланник на мирних переговорах в Україні, щоб уникнути виключення з переговорів. Він додав, що новий спецпосланець допоможе зосередити зусилля європейців і надасть їм право голосу в таких переговорах.
Трамп хотів домогтися припинення вогню в російсько-українській війні до Великодня, 20 квітня 2025 року. Один з чиновників сказав, що план Трампа щодо швидкого врегулювання для припинення війни є амбітним і «потенційно нереалістичним». Більш імовірно, що Трамп зможе домогтися припинення вогню в Україні до кінця 2025 року.

### 17 лютого
За добу ЗС РФ втратили 1530 солдатів, понад 50 бойових броньованих машин і 149 одиниць автомобільної техніки. ЗС РФ вночі атакували Україну 147-ма ударними БпЛА типу «Shahed» і імітаторами різних типів; 83 дрони вдалося знищити, ще 59 були локаційно втрачені. Внаслідок ворожої атаки постраждали Харківщина, Київщина, Полтавщина та Запоріжжя. Херсон частково знеструмлений через російські удари. Протягом доби відбулося 139 зіткнень, найбільше ворог тиснув на Покровському і Новопавлівському напрямках.
За даними ISW, Росія повторила свої вимоги до України передати додаткові території на сході та півдні України та розпустити українські війська в майбутньому, демонструючи тим самим, що Росія не бажає йти на територіальні поступки в будь-яких майбутніх мирних переговорах. Тим часом, ЗС РФ просувалися в напрямку Торецька, Покровська, Курахового та Великої Новосалки. Міністерство оборони Росії заявило, що ЗС РФ відбили село Свердліково в Курській області. Російські джерела заявили, що росіяни захопили місто Новосілка на півдні Донецької області.
Українські БпЛА вночі атакували Краснодарський край, російські ЗМІ заявляли про спробу ураження Ільського НПЗ та нафтоперекачуючу станцію Кропоткінська. В районі Ільського НПЗ пролунало не менше 20 вибухів, на заводі почалася пожежа. Також було вражено нафтоперекачувальну станцію «Андреаполь». Внаслідок атаки НПС зупинилася, її вивели з експлуатації. Наразі перекачування нафти йде в обхід цієї станції.
Правоохоронці затримали двох російських агентів, які підірвали кур'єра з вибухівкою біля ТЦК у Кам'янці-Подільському в Хмельницькій області 5 лютого.
Уряд Канади передасть Україні ще два тренажери для навчання та підтримки кваліфікації пілотів винищувачів F-16. Таким чином Канада подвоїла кількість тренажерів, переданих для потреб українських Повітряних сил, довівши загальну кількість до чотирьох.
Прем'єр-міністр Великої Британії Кір Стармер звернувся до Трампа з проханням надати американську військову підтримку запропонованому створенню європейських миротворчих сил в Україні, стверджуючи, що лише гарантія безпеки з боку США може стримати Росію від подальшої агресії.
Речник Міністерства оборони України Дмитро Лазуткін заявив, що після того, як Міноборони запровадило «спеціальний контракт», українська армія понад 10 000 заявок на набір добровольців віком від 18 до 24 років. Контракт передбачає річну зарплатню $24 тис., 0 % відсотків за іпотекою та безкоштовну вищу освіту.

### 18 лютого
За добу ЗС РФ втратили 1170 солдатів, 12 танків і 181 БПЛА. ЗС РФ атакували Україну за допомогою 176 безпілотників Shahaed 136/131 та пускових установок різних типів, запущених з Орла, Брянська, Курська, Міллерова, Шаталова, Приморсько-Ахтарська та Криму. Українська протиповітряна оборона збила 103 безпілотники в Харківській, Полтавській, Сумській, Чернігівській, Черкаській, Київській, Кіровоградській, Вінницькій, Житомирській, Дніпропетровській, Херсонській та Миколаївській областях, ще 67 було втрачено на території України. Від атаки постраждали Кіровоградська, Харківська, Київська та Черкаська області. У Києві працювала ППО.
РФ почала виробництво турбовентиляторного реактивного літака Shahed-238 (який росіяни називають Герань-3) із дальністю польоту 2 500 км і швидкістю до 600 км/год.

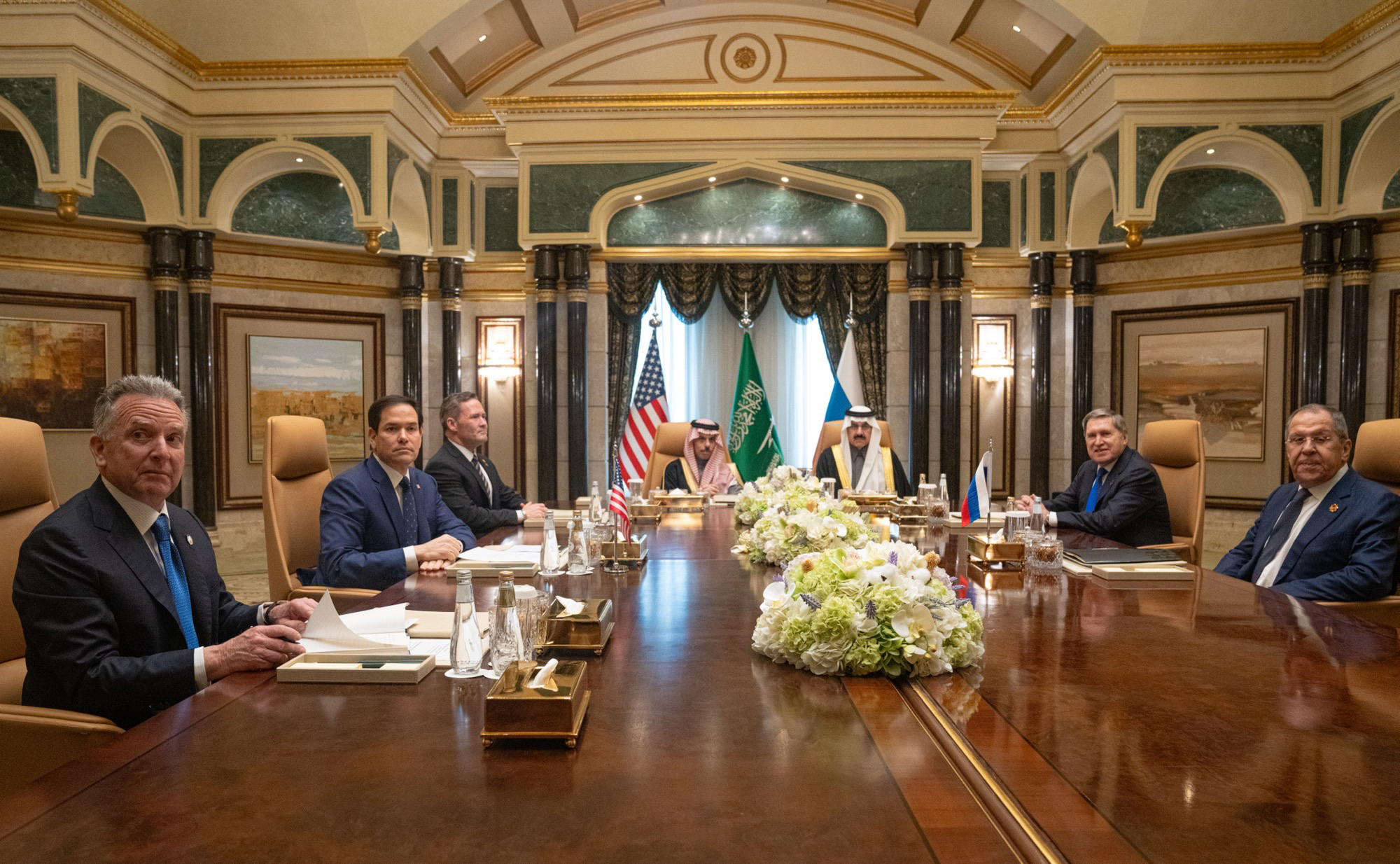
Зустріч представників США та Росії в Саудівській Аравії. 18 лютого 2025 року

За даними ISW, офіційні особи Росії та США зустрілися в Саудівській Аравії для переговорів щодо війни в Україні, але Росія все ще не показала ознак того, що вона готова піти на значні поступки.
ЗС РФ просунулися в районі Боровки, Торецька та Великої Новосілки. Міністерство оборони Росії заявило, що ЗС РФ повернули собі Ямполівку, поблизу села Терни в Донецькій області. За повідомленнями, ЗС РФ продовжують відправляти поранених і недієздатних солдатів на передову, щоб вирішити проблему нестачі особового складу. Вночі в місті Долинська Кіровоградської області дрон ЗС РФ влучив у багатоповерхівку, постраждали три людини, серед яких є діти.
ЗСУ вперше знищили артилерійську установку М-1978 «Коксан» північнокорейського виробництва.
В Україну за результатами репатріаційних заходів повернули тіла 7017 полеглих захисників з початку повномасштабної війни з Росією. Загалом було проведено 75 репатріацій.
У Саудівській Аравії пройшли переговори, між представниками РФ та США. До складу американської делегації увійшли очільник Держдепу Марко Рубіо, спецпредставник США по Близькому Сходу Стів Уіткофф та радник президента з нацбезпеки Майкл Волц. Російські делегацію очолив глава МЗС Сергій Лавров. Також на зустрічі присутній Юрій Ушаков — радник Путіна з міжнародних питань. «Війна між Україною і Росією має завершитися на таких умовах, які влаштовуватимуть обидві сторони. Лише у такому разі мир буде довгостроковим» — заявив держсекретар США Марко Рубіо на брифінгу.
ЄС розглядає виділення нового пакету військової допомоги для України на суму щонайменше шести мільярдів євро, щоб зміцнити стратегічну позицію країни перед переговорами з РФ.
Трамп заявив, що Україна повинна провести вибори, і звинуватив у війні військове керівництво Зеленського, який начебто має «4% підтримки». Трамп описав руйнування України в перебільшених термінах, неправдиво стверджуючи, що більшість українських міст були «рознесені вщент», заявив, що швидка угода на початку війни могла б дати Україні «майже всю країну, і ніхто б не загинув, і жодне місто не було б зруйноване. Зараз у вас є керівництво, яке дозволило війні продовжуватися».
Речник Кремля Дмитро Пєсков заявив, що Путін готовий до переговорів з Зеленським, але при цьому слід враховувати «юридичні аспекти, пов'язані з його легітимністю».
КНДР взяла участь у війні Росії з Україною, щоб отримати бойовий досвід і модернізувати свої військові технології. «Незважаючи на великі втрати, північнокорейські війська продовжували брати активну участь у спільних операціях з російськими військами. Це матиме довгострокові наслідки для ландшафту безпеки в Азійсько-Тихоокеанському регіоні», заявив Буданов.

### 19 лютого
За добу ЗС РФ втратили 1300 солдатів, 72 артсистеми, 175 дронів і 146 одиниць автотехніки. ЗСУ відбили 156 атак, відбулося 122 зіткнення, найбільше боїв відбулося на Покровському та Новопавлівському напрямках. Вночі росіяни атакували 167-ма БПЛА і імітаторами, а вдарили двома балістичними ракетами Іскандер-М/KN-23 по Сумщині з Воронезької області. Підтверджено збиття 106 ударних БпЛА, також 56 ворожих безпілотників-імітаторів — локаційно втрачені без негативних наслідків.
В Одесі внаслідок російської атаки БпЛА без світла і опалення залишилися 14 шкіл, 13 дитячих садочків та понад 500 будинків. Суттєво пошкоджені дитяча поліклініка та дитячий садок. Заклади освіти, в яких відсутнє тепло та світло, не прийматимуть дітей.
В Уманському районі Черкаської області внаслідок падіння уламків збитого дрона РФ пошкоджені лінія електропередач, вісім будинків, п'ять господарчих споруд, постраждали троє людей. Увечері росіяни вдарили по Херсону, випустили три КАБи, одна влучила у багатоквартирний будинок, 6 людей зазнали поранень, ще 2 людини загинуло. Внаслідок російського удару по Одесі поранено чотирьох осіб.
ЗС РФ обстріляли місто Костянтинівка на Донеччині та Костянтинівську громаду, загинули 4 людини, ще восьмеро — поранені.
Внаслідок нічної атаки дронами виникли пожежі на даху закладу громадського харчування та складської будівлі, пошкоджено адміністративну будівлю, автомийку, проїжджу частину та скління приватного будинку.
У Самарській області вночі дронами був атакований Сизранський нафтопереробний завод. За даними російських джерел, на території підприємства спалахнула пожежа, місцеві жителі зафільмували джерела горіння.
Міністерство оборони Литви, оголосило про передачу пакета військової допомоги для української армії.
В Москві вночі згорів Інститут точної механіки та обчислювальної техніки, пов'язаний із російською оборонною промисловістю.

### 20 лютого

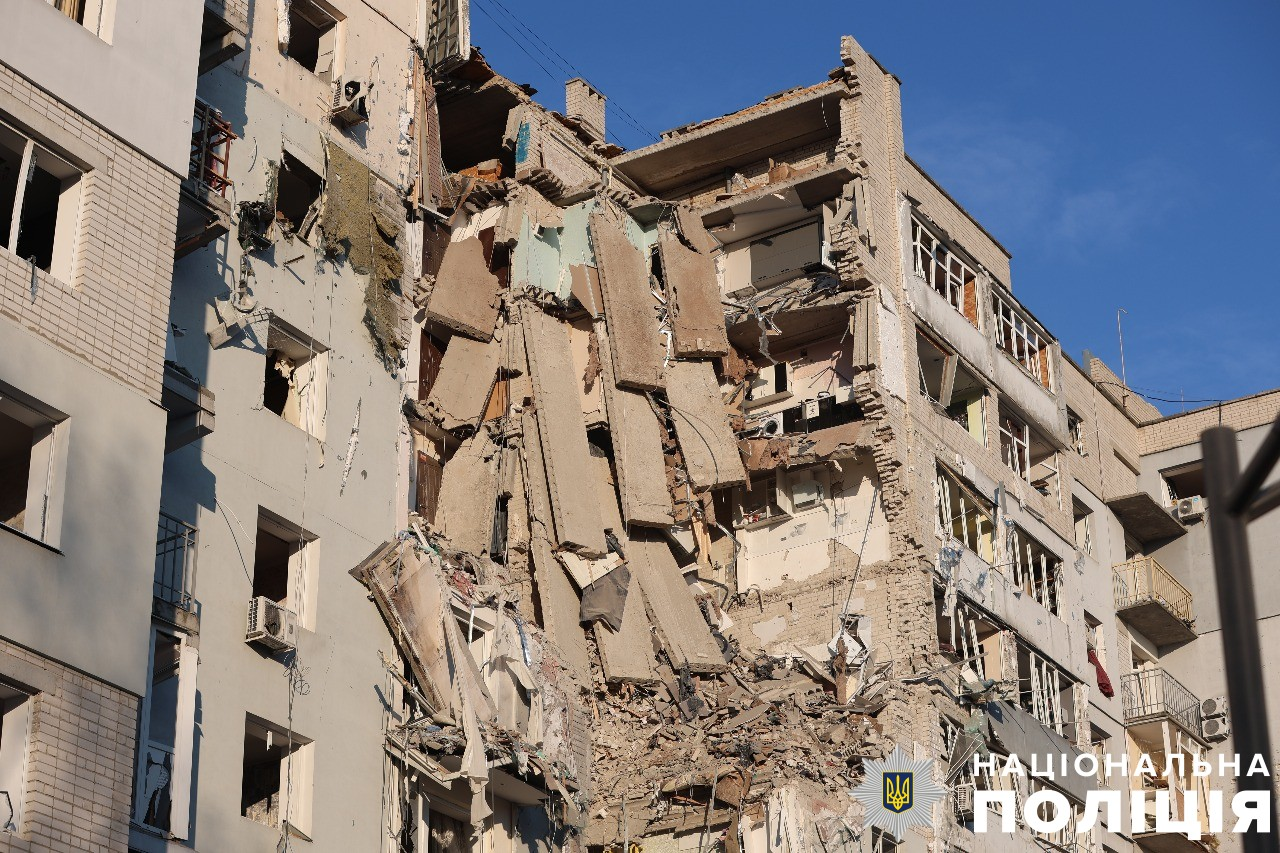
9-поверховий житловий будинок у Херсоні після нічного російського обстрілу. 20 лютого 2025 року

За добу ЗС РФ втратила 1190 солдатів, 63 артсистеми. На фронті відбулося 112 зіткнень. Зокрема, на Покровському напрямку ворог здійснив 31 наступальну дію. Вночі ЗС РФ здійснили удар ракетами по об'єктах критичної інфраструктури на Харківщині. Застосовано до 14 ракет: крилаті — Х-101/Х-55 см, Калібр/Іскандер-К; балістичні — Іскандер-М/KN-23. Інформація щодо результатів бойової роботи та наслідків не оприлюднюється. Крім того, ворог атакував 161-м БпЛА. Станом на 10.00 підтверджено збиття 80, 78 ворожих локаційно втрачені. Постраждали Харківщина, Сумщина, Одещина та Київщина. На Херсонщині, ударом ворожої керованої авіабомби частково зруйновано під'їзд багатоповерхівки, є постраждалі, тривають рятувальні роботи.
ЗСУ просунулися в напрямку Покровська, а російські сили — в напрямку Покровська і Великої Новосалки. ЗС РФ заявили, що захопили село Басівка в Сумській області. Крім того, Росія збільшила виробництво планерних бомб і модернізувала крилаті ракети.
Російські загарбники атакували місто Костянтинівка зі ствольної артилерії. Пошкоджено сім приватних будинків, чотири багатоповерхівки, гуртожиток, інфраструктурний об'єкт, два підприємства, три лінії електропередач, газогін, сім гаражів і три автівки. Чотири людини загинули.
ЗС РФ обстріляли Нікополь з важкої артилерії, загинули двоє чоловіків.
У тимчасово окупованому Бердянську ліквідовано т. зв. заступника голови окупаційної адміністрації міста, громадянина РФ Богданова Євгена Юрійовича, його підірвали в авто.
Зеленський зустрівся зі спеціальним представником президента США з питань України та Росії Кітом Келлоггом, який перебуває з візитом у Києві, щоб детально обговорити ситуацію на фронті, шляхи репатріації всіх військовополонених та ефективні гарантії безпеки. Зеленський заявив, що Україна готова досягти сильної та вигідної угоди зі США щодо інвестицій та питань безпеки. Він також запропонував найшвидший і найконструктивніший шлях для досягнення результатів. Він описав зустріч з Келлоггом як «відновлення надії». Речник президента Сергій Нікіфоров заявив, що Україна не проводила спільної пресконференції з Келлоггом і не випускала спільного комюніке на прохання американської делегації.
США відмовились стати співавтором проєкту резолюції ООН, що підтверджує суверенітет і територіальну цілісність України та засуджує агресію Російської Федерації.

## 21-28 лютого

### 21 лютого
За добу ЗС РФ втратила 1280 солдатів, 12 танків і 4 реактивні системи залпового вогню. Ворог втратив за добу 238 одиниць техніки. Вночі Росія запустила 160 БпЛА, а також безпілотники-імітатори та 2 ракети «Іскандер-М/KN-23». Збито 87 БпЛА, ще 70 локаційно втрачені у Харківській, Полтавській, Сумській, Чернігівській, Черкаській, Київській, Кіровоградській, Житомирській, Вінницькій, Миколаївській, Херсонській та Дніпропетровській областях.
ЗС РФ ліквідували українське гніздо на захід від Курахового на тлі постійних повідомлень про те, що ЗС РФ перекидають частини 8-ї загальновійськової армії Південного військового округу з напрямку Курахового в напрямку Торецька. ЗС РФ намагалися скористатися захопленням Великої Новосалки, щоб просунутися далі на північ до адміністративного кордону Донецької та Дніпропетровської областей. Тим часом ЗС РФ просунулися в напрямку Курахового і Великої Новосілки та в Курську область.
СБУ і Національна поліція затримали агентуру російської ФСБ, яка готувала підриви будівель ЗСУ та правоохоронних органів на Київщині. Як встановило розслідування, основними цілями були пункти базування місцевих підрозділів поліції, ТЦК та прокуратури. У російських агентів було право обрати серед них перший об'єкт для підриву. ЗС РФ вдарили авіабомбою по Золочівській громаді, постраждали п'ятеро людей.
Американські та російські представники таємно зустрічалися минулими місяцями у Швейцарії для неофіційних обговорень війни в Україні. Зустрічі почались одразу після перемоги Трампа. Остання така зустріч відбулася минулого тижня. Участь в них брали не офіційні особи, а колишні дипломати і силовики.
Трамп заявив, що Зеленський не є важливим для переговорів щодо припинення війни Росії в Україні. Трамп заявив, що США близькі до підписання угоди з Україною про видобуток рідкісноземельних корисних копалин. Зеленський провів телефонну розмову з канцлером Олафом Шольцем, щоб обговорити шляхи досягнення миру в Україні. Шольц наголосив на незмінній підтримці України та запевнив, що Німеччина й надалі співпрацюватиме з партнерами для підтримки України до досягнення справедливого, всеосяжного та тривалого миру. Обидва лідери погодилися, що Україна повинна обговорювати питання європейської безпеки з Європою на майбутніх мирних переговорах і що необхідна тісна співпраця між Україною та її найближчими партнерами.

### 22 лютого
За добу ЗС РФ втратили 1140 солдатів, 15 танків і 139 авто, загальні втрати техніки за добу склали 230 одиниць, з моменту великого вторгнення лівквідовано 866 тис. російських окупантів. На фронті відбулося 107 зіткнень, третина боїв відбувалися на Покровському напрямку. Вночі росіяни атакували територію України, збито 82 зі 162 БпЛА, ще 75 локаційно втрачен. Дрони атакували Кіровоградську область, зафіксовано влучання у підприємство. Унаслідок російської атаки БпЛА в Бориспільському районі на залізничному переїзді загинув 60-річний чоловік.
Російські джерела заявили, що було відвойовано село Тополі в Харківській області. Росія заявила, що відвоювала село Новолюбівка біля річки Жеребець у Луганській області. ЗС РФ просунулися у Курській області та поблизу Куп'янська, Твійого Яру, Покровська та Курахового. Російська армія продовжувала відправляти поранених і недієздатних солдатів на передову, щоб вирішити проблему нестачі особового складу.
ЗСУ вдарили по окупантах у Харківській області, біля Вовчанська ліквідовано склад ПММ та бліндажі.
Вранці ЗС РФ завдали численних авіаударів по Костянтинівці Донецької області, в результаті чого загинули щонайменше двоє цивільних осіб і ще четверо отримали поранення. Внаслідок атаки пошкоджено 10 житлових будинків, 21 приватний будинок, три промислові об'єкти, магазин, 16 гаражів, дві лінії електропередач, два газопроводи та дев'ять транспортних засобів.
Увечері РФ здійснила ракетний обстріл Кривого Рогу, одна людина загинула, п'ятеро отримали поранення, в тому числі один у важкому стані. Атака завдала серйозної шкоди цивільній інфраструктурі: пошкоджено 12 житлових будинків, об'єкт інфраструктури, будинок для людей похилого віку та церкву, а також соціальні та промислові будівлі, автозаправну станцію та багато транспортних засобів. Кіровоградська область зазнала повітряних ударів із застосуванням безпілотників, пошкоджено підприємство під Кропивницьким.
ЄС активізував дискусії щодо арешту $280 млрд заморожених активів російського ЦБ з метою надання фінансової та військової допомоги Україні у випадку, якщо США скоротять свою підтримку в майбутньому.
США хотіли представити власний проєкт резолюції ООН на Генеральній Асамблеї ООН. Держсекретар Марко Рубіо вже звернувся до держав-членів з проханням підтримати цей текст. Документ не називав Росію агресором і не містив закликів до виведення російських військ з території України. На відміну від попередніх версій, у цьому документі вже немає критики російсько-української війни. Посол Росії в ООН Василь Небензя привітав зміст документа як «добрий крок», тоді як західні дипломати, у свою чергу, висловили глибоке занепокоєння.

### 23 лютого
За добу ЗС РФ втратили 1180 окупантів, з великого вторгнення втрати сягнули 867 180 військових. Також ЗСУ знищили 54 артсистеми та 117 БПЛА. Рекордні 267 дронів вночі запустили росіяни по Україні. ЗСУ збили 138 російських БПЛА. 119 БПЛА імітаторів локаційно втрачені (без негативних наслідків), три з них полетіли у напрямку Булорусі, один — у Росію. Внаслідок ворожої атаки постраждали Дніпропетровщина, Одещина, Полтавщина, Київщина та Запоріжжя. Відбувся 81 бій.
За даними ISW, Росія все більше покладається на Іран і Північну Корею для підтримки війни в Україні. Українські війська наблизилися до Торецька, а ЗС РФ просунулися біля Сіверська, Покровська та Великої Новосалки. ЗС РФ відбили місто Білогорівка в Луганській області. ЗС РФ вдарили балістикою по Сумській області.
У Дарницькому районі Києва горів одноповерховий будинок. Також пошкоджено приватний будинок та автомобілі. У Голосіївському районі пожежа в одноповерховому приватному будинку, ліквідована на площі 100 м2. У Кривому Розі внаслідок російського ракетного удару вбито чоловіка, поранення отримали 5 людей. На Одещині в наслідок атаки постраждало три людини. Сталося загоряння приватного будинку.
Внаслідок атаки російських БПЛА у Запоріжжі уламками пошкоджено будинки та автомобілі, поранено одну людину. Про це повідомила пресслужба ДСНС України в Запорізькій області.
Голова СБУ Василь Малюк розповів про агентурну мережу, яка готувала теракт в київському гіпермаркеті. За його словами, мали вибухнути вибухові пристрої в місцях, де знаходяться легкозаймисті суміші.
Головнокомандувач збройними силами Швейцарії Томас Зюсслі заявив, що Швейцарія могла б надати приблизно 200 військових для майбутньої миротворчої місії в Україні, якби надійшло відповідне прохання й уряд країни погодився на це, передає Reuters.
Зеленський сказав, що готовий піти з посади президента в обмін на мир або членство в НАТО.
Естонія передає Україні 10 тисяч артилерійських боєприпасів і 750 тисяч продуктових наборів для військових.
Прем'єр-міністр Ульф Крістерссон, віце-прем'єр-міністр Ебба Буш і міністр освіти Йоган Персон оголосили, що Швеція надасть Україні системи протиповітряної оборони RBS 70 і Tridon Mk2 на суму близько 113 мільйонів доларів.
За даними Олександра Сирського, Україна першою в світі створила сили безпілотних систем, що зокрема можуть бити вглиб РФ на 1700 км. За даними Буданова, РФ значно нарощує виробництво снарядів, зокрема за рахунок боєприпасів КНДР. Станом на цей час 50 % снарядів росіян були північнокорейськими.

### 24 лютого
За добу ЗС РФ втратили 1050 солдатів, за три роки повномасштабного вторгнення втрати РФ склали 868 230 військових. ЗСУ збили 113 із 185 БПЛА, ще 71 ворожий безпілотник-імітатор локаційно втрачений. Внаслідок ворожої атаки постраждали Дніпропетровщина, Одещина, Київщина та Хмельниччина. У передмісті Одеси вночі уламки російського безпілотника пошкодили припортову інфраструктуру і приватний будинок. На Київщині уламки російського БпЛА влучили у недобудований багатоповерховий будинок, ліквідовано пожежу.
Вночі дрони сил ЗСУ уразили Рязанський нафтопереробний завод Росії, виникла пожежа в районі установки первинної переробки нафти ЕЛОУ АТ-6, заводи припинив роботу. Це вже 3 атака цього НПЗ з початку року.
В Миропіллі Сумського району ворог скинув КАБи, поранено подружжя пенсіонерів. Також РФ обстріляла з артилерії фермерське господарство в селі Шевченкове Великописарівської громади Охтирського району. Загинув 44-річний працівник, ще двоє поранені. ЗС РФ обстріляли Дергачі Харківського району, є поранені.
ЗС РФ атакували БПЛА авто на центральній вулиці Сум, одна людина загинула, ще одна в тяжкому стані доправлена в лікарню. Внаслідок російського обстрілу Слов'янська загинула щонайменше одна людина.
ЗС РФ вночі завдали удару по одному з житлових кварталів Херсона. Внаслідок ворожого обстрілу загинув чоловік. У Броварах уламки дрона влучили у багатоповерхівку.
Третій рік повномасштабного вторгнення Росії в Україну розширив масштаб агресії Кремля до нових рекордів. Багатомісячний наступ окупаційної армії РФ на Донбасі збільшив її щомісячні втрати до 49 тис. солдатів загиблими й пораненими, а у повітряних атаках Росія стала застосовувати дрони і ракети сотнями за один напад.
Рада ЄС погодила пакет з 83 пунктів, який складається з 48 осіб та 35 організацій, відповідальних за дії, що підривають або загрожують Україні. Крім того, Рада встановила два нових критерії, які дозволять ЄС запроваджувати обмежувальні заходи щодо фізичних та юридичних осіб, які володіють або експлуатують судна тіньового флоту Путіна, а також тих, хто підтримує або отримує вигоду від російського військово-промислового комплексу. До санкційного списку додано 74 судна з третіх країн, що належать до тіньового флоту, обходять обмеження цін на нафту, підтримують російський енергосектор або транспортують військову техніку й вкрадене українське зерно. Загалом під санкціями вже 153 судна.
Велика Британія запровадила найбільший за три роки пакет санкцій проти Росії, нові санкції чинитимуть більший тиск на енергетичні доходи Росії. Вони включають ще 40 танкерів «тіньового флоту», що перевозять російську нафту. Ці судна загалом перевезли російської нафти і нафтопродуктів на 5 млрд доларів тільки за останні шість місяців. Загальна кількість танкерів під санкціями Великої Британії досягла 133. Також Британія вводить санкції проти 14 «нових клептократів», деякі з яких очолюють стратегічні сектори російської економіки. Серед них Роман Троценко- один із найбагатших людей у Росії, чиї статки оцінюють у 2,2 млрд фунтів стерлінгів.
Австралія та Нова Зеландія запровадили нові санкції проти Росії та її союзників у річницю повномасштабного вторгнення в Україну. Влада Австралії додала до «чорного списку» заступників міністра оборони Росії Анну Цивільову, Павла Фрадкова, Віктора Горемикина та Андрія Булигу. Також під санкції потрапили секретар Державної ради РФ Олексій Дюмін та помічник президента Росії Володимир Мединський. Загалом санкції запроваджені проти 70 російських громадян та 79 російських структур, включно з «Росспівробітництвом», Росгвардією та військовими підприємствами.
Генасамблея ООН підтримала резолюцію про війну, яку ініціювали Україна та ЄС. Український проект резолюції підтримали 93 країни. США та РФ проголосували проти. КНР утрималася. Вашингтон закликав відкликати його, про це заявила тимчасова повірена у справах США при ООН Дороті Ши.
Прем'єр-міністр Норвегії Йонас Гар Стьоре повідомив про виділення 3,5 млрд євро військової допомоги Україні та 1 млрд євро — на гуманітарну підтримку у 2025 році. Про це він заявив на пленарному засіданні форуму «Підтримай Україну» у Києві.
Уряд Ірландії планує передати Україні частину своїх застарілих систем протиповітряної оборони для захисту міст і малих населених пунктів. Зокрема, Ірландія передасть Україні радарні системи Giraffe Mark IV. Офіційні джерела повідомили, що цей крок є частиною прагнення продемонструвати «тривалу солідарність» з Україною, особливо на тлі тиску з боку адміністрації Трампа, яка намагається укласти угоду з Росією для припинення війни.
Іспанія надасть Україні військову допомогу на 1 млрд євро до кінця 2025 року. Про це сказав прем'єр-міністр Іспанії Педро Санчес на пленарному засіданні Підтримуй Україну в Києві.
Канада надасть Україні новий пакет військової допомги і 5 млрд канадських доларів ($3,52 млрд), отриманих з заморожених активів РФ. Про це сказав прем'єр-міністр Канади Джастін Трюдо під час пленарного засідання Підтримуй Україну в Києві.
ЗСУ знищили рідкісний ракетний комплекс С-300ВМ (9А83М ТЕЛАР) у Запорізькій області за допомогою безпілотника-бомбардувальника. Потім безпілотник приземлився, щоб зафіксувати наслідки атаки, поки С-300В4 горів.
Німецький концерн Rheinmetall планував перепрофілювати два своїх заводи з виготовлення автодеталей, на військові потреби.

### 25 лютого
За добу ЗС РФ втратили 1300 солдатів, 26 артилерійських систем і 122 БПЛА. Вночі російські окупанти випустили по Україні 7 крилатих ракет і 213 безпілотників та інших: протиповітряна оборона знищила 139 ворожих цілей. підтверджено збиття 6-ти крилатих ракет Х-101 та 133-х БпЛА у Полтавській, Сумській, Київській, Чернігівській, Черкаській, Кіровоградській, Житомирській, Миколаївській та Дніпропетровській областях, ще 79 БПЛА імітаторів локаційно втрачено (без негативних наслідків). Внаслідок ворожої атаки постраждали Київщина та Житомирщина. На фронті відбулося 90 зіткнень, на Покровському напрямку ворог здійснив 26 штурмових дій.
ЗС РФ продовжують терор мирного населення Харківщини. Внаслідок чергового удару КАБами по селищу Золочів, за попередніми даними, двоє жінок постраждали. В Сумській області від російського удару пошкоджена багатоперхівка, одна людина поранена.
Через три роки після повномасштабного вторгнення загальна вартість реконструкції та відновлення в Україні становить 524 мільярди доларів протягом наступного десятиліття, що в 2,8 рази перевищує номінальний ВВП України за 2024 рік. Про це свідчать дані уряду України, Світового банку, Єврокомісії та ООН.
За даними ISW, Путін запропонував угоду з США щодо російських рідкісноземельних мінералів як частину зусиль, спрямованих на те, щоб перебити ставку України в цьому питанні і переконати США прийняти російські пропозиції економічних заходів, а не будь-які реальні російські поступки Україні. Путін спробував оголосити, що він підтримує участь Європи в переговорах щодо України, водночас демонструючи небажання йти на поступки і, схоже, пропонуючи російських союзників як можливих майбутніх учасників переговорів. ЗС РФ просунулися у Курській області та в районі Куп'янська, Лиману і Великої Новосільської, тоді як українські війська досягли успіхів поблизу Куп'янська.
Одна людина загинула і щонайменше 16 поранено, в тому числі четверо дітей, внаслідок російського обстрілу житлового району в Краматорську Донецької області. Щонайменше 17 будинків було пошкоджено. Дві жінки були поранені в результаті обстрілу ЗС РФ Золочева в Богодухівському районі Харківської області. ЗС РФ здійснили п'ять авіаударів з використанням КАБів, пошкоджено 6 будинків, підстанцію, 20 приватних будинків і господарських будівель, а також електромережі.
Міністр аграрної політики Віталій Коваль заявив, що сільськогосподарський сектор України зазнав збитків у $80 млрд, ця сума включає прямі і непрямі збитки через порушення логістики, збільшення витрат на добрива та паливо, витрати на рекультивацію земель та розмінування, а також через окуповані території.
За даними прем'єр-міністра Чехії Петра Фіали, 2024 року Україна отримала 500 тис. артилерійських снарядів, закуплених за межами ЄС за ініціативою Чехії.
Міністр національної оборони Польщі Владислав Косіняк-Камиш оголосив, що Польща готує 46-й пакет допомоги Україні на 200 млн євро. Польща замовила 5 000 терміналів Starlink для України. Віце-прем'єр-міністр Кшиштоф Гавковський зазначив, що Польща допомагає фінансувати Starlink в Україні, к надаючи половину всіх терміналів в країні.
Верховна Рада з другої спроби прийняла постанову про проведення виборів після «забезпечення всеосяжного, справедливого і тривалого миру». Постанова про «підтримку демократії в Україні в умовах російської агресії» передбачає, що вибори не можуть бути проведені в умовах воєнного стану, підкреслюючи «необхідність збереження безперервності влади» за таких обставин. Путін несе відповідальність за недопущення проведення «вільних, прозорих і демократичних виборів» в Україні за участю міжнародних спостерігачів. «Воєнний стан в Україні, запроваджений у відповідь на російське вторгнення, не дозволив провести вибори відповідно до української Конституції. У той же час, український народ єдиний у думці, що такі вибори повинні відбутися після закінчення війни».

### 26 лютого
За добу ЗС РФ втратили 1170 солдатів, 19 танків і 120 одиниць автомобільної техніки. ЗС РФ атакували 177 БПЛА з Орла, Брянська, Курська, Міллерова, Шаталова і Приморсько-Ахтарська. ППО знищилп 110 безпілотників у Харківській, Полтавській, Сумській, Київській, Чернігівській, Черкаській, Кіровоградській, Миколаївській, Херсонській та Дніпропетровській областях, а ще 66 були знищені засобами радіоелектронної боротьби на території України. Від атаки постраждали Київська, Харківська, Кіровоградська та Сумська області. На Краматорському напрямку ЗСУ знищили три танки та вантажівку з боєкомплектом.
Журналістка Укрінформу Тетяна Кулик загинула зі своїм чоловіком хірургом-онкологом Павлом Іванчевим в результаті атаки російського БПЛА в селі Крюківщина Київської області, що спричинило пожежу.
У 25-й окремій повітряно-десантній бригаді заявили, що українські війська звільнили Котлине за 10 км від Покровська. Якби ЗС РФ зайняли село, то могли б отримати доступ до траси Покровськ-Дніпро. Міністерство оборони Росії повідомило, що ЗС РФ відбили село Погребки та Орловля в Курській області.
За даними ISW, російські посадовці, безпосередньо залучені до переговорів зі США, продовжували наполягати на тому, що будь-яка мирна угода щодо врегулювання війни в Україні має ґрунтуватися на вимогах Росії до 2021 року. Вони також наполягали на поверненні Росії території, яка на той час була окупована українськими військами і включала великі міста, де проживало понад мільйон людей. Тривале неприйняття Лавровим та іншими російськими посадовцями припинення вогню та інших умов, які президент Дональд Трамп і європейські лідери визначили як необхідні для досягнення тривалого миру в Україні, свідчить про те, що президент Путін залишається незацікавленим у змістовних переговорах і вважає, що він може досягти своїх військових цілей у середньо- та довгостроковій перспективі військовим шляхом. ЗСУ просунулися біля Торецька і Покровська, а ЗС РФ — біля Куп'янська, В'язівського Яру, Курахового, Великих Новосалок і Роботиного.
В результаті російських атак на Костянтинівку загинуло щонайменше п'ятеро людей і 11 отримали поранення, в тому числі «п'ять жінок і шість чоловіків у віці 33-83 років». «Росіяни скинули авіабомби на місто і його околиці, і, за повідомленнями, їх було три». Ще одна людина загинула в Покровську.
Міністерство оборони Росії заявило, що 128 безпілотників було збито над Кримом (30), Азовським морем (8), Чорним морем (5), Краснодарським краєм (83), а також у Брянській (1) і Курській (1) областях. Жителі повідомляють про вибухи в містах Туапсе і Анапа в Краснодарському краї, а аеропорт Сочі був закритий через атаку безпілотника. Губернатор краю Веніамін Кондратьєв заявив, що жертв у регіоні немає, але пошкоджено три приватні будинки. У Криму повідомлялося про вибухи в Керчі, де Кримський міст був тимчасово перекритий для руху транспорту. Крім того, партизани «Атеш» повідомили, що російські солдати намагаються уникнути явки на службу через постійні атаки безпілотників.
ЗСУ атакували російські військові аеродроми в тимчасово окупованому Криум: Саки і Кача, а також Туапсинський нафтопереробний завод, біля якого, за повідомленнями, сталося щонайменше 40 вибухів, що спричинили пошкодження інфраструктури.
Українська прикордонна служба повідомила, що ЗСУ атакували російський центр управління безпілотниками 503-го мотострілецького полку 19-ї мотострілецької дивізії 58-ї армії в селі Нестерянка Запорізької області. Українська розвідка повідомила, що розвідники атакували командний пункт російського 14-го армійського корпусу в Херсонській області. Атака була здійснена близько 22:00 за київським часом за допомогою вибухового заряду з безпілотника поблизу села Іванівка Херсонської області. Тим часом 412-й окремий полк безпілотних систем знищив російський зенітно-ракетний комплекс «Стріла-10М4» у Луганській області.
Зеленський заявив, що гарантії безпеки, на які розраховувала Україна, не були зазначені в угоді про видобуток корисних копалин з США, але будуть обговорюватися на майбутніх раундах переговорів зі США та іншими союзниками. Хоча угода не містила конкретних гарантій безпеки, в ній зазначалося, що уряд США «підтримує зусилля України щодо отримання гарантій безпеки, необхідних для встановлення тривалого миру». Зеленський заявив про це: «Я попросив розуміння, що це все є частиною майбутніх гарантій безпеки України», додавши, що він хотів, щоб «принаймні речення про гарантії безпеки для України з'явилося в угоді — і воно з'явилося».
Президент Зеленський офіційно звільнив бригадного генерала Андрія Гнатова з посади командувача Об'єднаних Збройних сил України, призначивши його заступником начальника Генерального штабу в січні 2025 року. Наприкінці січня Зеленський оголосив, що Гнатов буде направлений до Генерального штабу на посаду заступника начальника, заявивши, що «його завдання — новий рівень підготовки оперативного командування та вища якість взаємодії між командуванням і фронтом».
Парламент Румунії ухвалив закон, який дозволяє країні збивати безпілотники, що порушують її повітряний простір. «Безпілотні літальні апарати, які незаконно перетинають державний кордон Румунії і здійснюють польоти в повітряному просторі країни без дозволу, можуть бути знищені, нейтралізовані або перехоплені». Далі законопроект потрапить на стіл тимчасового президента Іліє Болояна, який обійняв посаду глави держави після того, як колишній президент Клаус Йоханніс оголосив про свою відставку.

### 27 лютого
За добу ЗС РФ втратили 1150 солдатів, 69 артсистем, 141 дрон та 140 одиниць автотехніки. Ворог атакував Україну 166 БпЛА та імітаторами, ППО збили 90 БпЛА, ще 72 безпілотники-імітатори — не досягли цілей (локаційно втрачені). Внаслідок ворожої атаки постраждали Київщина, Чернігівщина та Сумщина. ЗС РФ вдарили по Дніпропетровщині на Нікопольщині. Внаслідок обстрілу загинув чоловік, є також і 1 постраждалий. Вдень росіяни обстріляли Костянтинівку Смерчами та 152-мм артилерією. Одна людина загинула, ще 4 поранено.
Українська авіація знищила російський командно-спостережний пункт в селі Копані Запорізькій області, яка використовувалася 1429 мотострілецьким полком РФ. Авіація ПС ЗСУ успішно завдала удару по прикордонній заставі ФСБ РФ у населеному пункті Біла Березка, Брянська область.
Голова Міністерства оборони України Рустем Умєров призначив генерал-майора Андрія Гнатова заступником начальника ГШ ЗСУ.
Північна Корея надіслала додаткові військові підрозділи до Курської області для боїв проти ЗСУ. Розвідка Південної Кореї виявила, що від 1000 до 3000 військових КНДР прибули на Курщину з січня по лютий в рамках другого етапу розгортання військ КНДР.
Японія надасть уряду України грант для реалізації четвертої фази Програми екстреного відновлення на суму $58 млн. Зазначається, що кошти будуть спрямовані на гуманітарне розмінування, енергетику, водопостачання, громадське здоров'я та безпеку і освіту.
Фінляндія змінює підхід до військової допомоги Україні та запускає нову програму підтримки, яка орієнтована на закупівлю зброї у вітчизняного оборонно-промислового комплексу. Міністерство оборони Фінляндії пропонує виділити на цю ініціативу 660 мільйонів євро.
У Стамбулі завершилися шестигодинні переговори представників США та Росії. Зустріч відбулася за зачиненими дверима без заяв для преси.

### 28 лютого
За добу ЗС РФ втратили 1060 солдатів. На фронті відбулося 118 зіткнень. Найбільш інтенсивно ворог проводив атаки на Покровському напрямку. Вночі війська РФ запустили по Україні 208 дронів. Збити вдалося 107 із них ще, 97 безпілотників-імітаторів локаційно втрачені. Найбільше постраждали Харківська, Сумська, Миколаївська та Запорізька області. У Запоріжжі було зруйновано три квартири.
ЗС РФ просунулися в напрямку Покровська, Курахового, Великої Новоїлівки та західного Запоріжжя.
Росіяни атакували з FPV-дрона місто Лиман. Внаслідок вибуху загинули двоє чоловіків, які рухались на велосипедах. Внаслідок артилерійського обстрілу Мирнограду загинув 53-річний місцевий житель. У населених пунктах пошкоджено житлові будинки, магазин і лінію електропередач. Голова ОВА Олег Синєгубов і міський голова Ігор Терехов повідомили, що ввечері ЗС РФ здійснили дев'ять атак з безпілотників у Київському, Шевченківському та Холодноградському районах Харківської області, зруйнувавши медичний заклад і цивільну інфраструктуру та поранивши загалом сім осіб.
СБУ та Нацполіція запобігли теракту, який мав статися 28 лютого в центрі Житомира. Виконавцем був 16-річний школяр, завербований російськими спецслужбами. Білий дім оприлюднив першу заяву після зірваних перемовин із Зеленським. У ній йдеться, що Трамп і Венс «завжди відстоюватимуть інтереси американського народу та тих, хто поважає позицію США у світі», і «ніколи не дозволять скористатися американським народом». Загалом в ній пояснюються і спростовуються деякі заяви, які пролунали в Овальному кабінеті.
Зеленський відвідав Білий дім і мав підписати з Трампом угоду про видобуток корисних копалин між США та Україною. Однак в Овальному кабінеті Зеленський різко посперечався з Трампом і віце-президентом Джей Ді Венсом. Зустріч тривала 45 хвилин, під час промови Зеленський зажадав від США гарантій безпеки, поставив під сумнів м'який підхід Трампа до Путіна і відкинув твердження Трампа про те, що «українські міста були зруйновані трьома роками війни».
Президент Трамп під час зустрічі з президентом Зеленським заявив, що гарантії безпеки для України будуть відповідальністю Європи: «Я знаю, що Франція збирається [надати гарантії], я знаю, що Велика Британія збирається….. Але ми б мали безпеку в іншій формі. У нас були б робітники там … копачі», додавши, що: «Я посередині; я і на боці України, і на боці Росії. Я хочу це вирішити».
Трамп прокоментував зустріч із Зеленським, резюмувавши, що той не готовий до миру, якщо у ньому бере участь Америка.
Держдеп США припинив реалізацію проєкту Агентства США з міжнародного розвитку (USAID) по відновленню енергомережі України після військових атак РФ.
У США скасували підписання угоди про рідкісноземельні метали між Вашингтоном та Києвом. The Washington Post з посиланням на високопоставленого чиновника адміністрації Трампа повідомила, що президент Трамп розглядає можливість припинення поточних поставок військової допомоги Україні після гострої перепалки в Білому домі між ним і Зеленським.
Український уповноважений з питань санкцій Владислав Власюк заявив, що зняття санкцій є одним із пріоритетів Росії під час російсько-американських переговорів у Саудівській Аравії на початку лютого цього року. «Наскільки ми розуміємо, їх найбільше турбують дві речі. Перше — це ті олігархи, які підпадають під санкції США, ЄС і Великобританії, тому що для них це реальна проблема. І друга річ — це те, що заважає Росії заробляти гроші — енергетичні [санкції]».
Очільник норвезької компанії Kongsberg Defence & Aerospace Ейрік Лі повідомив, що в Україні буде створено спільне підприємство, першочерговою задачею якого буде збільшення виробництва ракет для NASAMS на основі українських технологій.
Про події наступного місяця — див. у статті Хронологія російського вторгнення в Україну (березень 2025).